# Championnat du monde masculin de handball 2011
Cet article traite du championnat masculin 2011. Pour le championnat féminin, voir Championnat du monde féminin de handball 2011.
Navigation
Croatie 2009 Espagne 2013
La 22e édition du Championnat du monde masculin de handball a été organisée par la Suède du 13 au 30 janvier 2011 en collaboration avec la Fédération internationale de handball (IHF) et la Fédération suédoise de handball.
La France a conservé son titre en remportant la finale contre l'équipe du Danemark, sur le score de 37 buts à 35 après prolongation (31-31 à la fin du temps réglementaire). Elle est devenue ainsi la troisième équipe à gagner deux championnats du monde consécutivement après la Suède et la Roumanie.
Elle a également amélioré deux records en remportant quatre tournois internationaux consécutifs ainsi qu'en participant à sa huitième demi-finale d'affilée.

## Présentation

### Désignation du pays organisateur
En juillet 2007, huit nations font part de leur intention d'organiser la compétition : l'Australie, la République tchèque, la Grèce, le Qatar, la Suède, l'Espagne, la Hongrie et le Danemark. En mai 2008, la liste est réduite à quatre par l'IHF : Danemark, Espagne, Hongrie, Suède. Enfin, le 18 octobre 2008, le conseil de l'IHF, réuni à Herzogenaurach en Allemagne, choisit la candidature suédoise. C'est la quatrième fois que la Suède, nation forte du handball mondial, organise l’événement après les éditions de 1954, 1967 et 1993.

### Lieux de compétition
La compétition s'est déroulée dans huit villes :
| Malmö                    | Göteborg | Linköping | Norrköping              |
| ------------------------ | --- | --- | ----------------------- |
| Malmö Arena              | Scandinavium | Cloetta Center | Himmelstalundshallen    |
| Capacité : 13 000 places | Capacité : 12 044 places | Capacité : 8 500 places | Capacité : 4 300 places |
|                          | | |                         |
| Jönköping                | [[Fichier:Sweden location map, 40south.svg\|320px\|{{#if:\|{{{alt}}}\|Championnat du monde masculin de handball 2011 est dans la page Sud de la Suède .]]Lund Göteborg Linköping Norrköping Jönköping Skövde Kristianstad Malmö | [[Fichier:Sweden location map, 40south.svg\|320px\|{{#if:\|{{{alt}}}\|Championnat du monde masculin de handball 2011 est dans la page Sud de la Suède .]]Lund Göteborg Linköping Norrköping Jönköping Skövde Kristianstad Malmö | Skövde                  |
| Kinnarps Arena           | [[Fichier:Sweden location map, 40south.svg\|320px\|{{#if:\|{{{alt}}}\|Championnat du monde masculin de handball 2011 est dans la page Sud de la Suède .]]Lund Göteborg Linköping Norrköping Jönköping Skövde Kristianstad Malmö | [[Fichier:Sweden location map, 40south.svg\|320px\|{{#if:\|{{{alt}}}\|Championnat du monde masculin de handball 2011 est dans la page Sud de la Suède .]]Lund Göteborg Linköping Norrköping Jönköping Skövde Kristianstad Malmö | Arena Skövde            |
| Capacité : 7 000 places  | [[Fichier:Sweden location map, 40south.svg\|320px\|{{#if:\|{{{alt}}}\|Championnat du monde masculin de handball 2011 est dans la page Sud de la Suède .]]Lund Göteborg Linköping Norrköping Jönköping Skövde Kristianstad Malmö | [[Fichier:Sweden location map, 40south.svg\|320px\|{{#if:\|{{{alt}}}\|Championnat du monde masculin de handball 2011 est dans la page Sud de la Suède .]]Lund Göteborg Linköping Norrköping Jönköping Skövde Kristianstad Malmö | Capacité : 2 500 places |
|                          | [[Fichier:Sweden location map, 40south.svg\|320px\|{{#if:\|{{{alt}}}\|Championnat du monde masculin de handball 2011 est dans la page Sud de la Suède .]]Lund Göteborg Linköping Norrköping Jönköping Skövde Kristianstad Malmö | [[Fichier:Sweden location map, 40south.svg\|320px\|{{#if:\|{{{alt}}}\|Championnat du monde masculin de handball 2011 est dans la page Sud de la Suède .]]Lund Göteborg Linköping Norrköping Jönköping Skövde Kristianstad Malmö |                         |
| Kristianstad             | [[Fichier:Sweden location map, 40south.svg\|320px\|{{#if:\|{{{alt}}}\|Championnat du monde masculin de handball 2011 est dans la page Sud de la Suède .]]Lund Göteborg Linköping Norrköping Jönköping Skövde Kristianstad Malmö | [[Fichier:Sweden location map, 40south.svg\|320px\|{{#if:\|{{{alt}}}\|Championnat du monde masculin de handball 2011 est dans la page Sud de la Suède .]]Lund Göteborg Linköping Norrköping Jönköping Skövde Kristianstad Malmö | Lund                    |
| Kristianstad Arena       | [[Fichier:Sweden location map, 40south.svg\|320px\|{{#if:\|{{{alt}}}\|Championnat du monde masculin de handball 2011 est dans la page Sud de la Suède .]]Lund Göteborg Linköping Norrköping Jönköping Skövde Kristianstad Malmö | [[Fichier:Sweden location map, 40south.svg\|320px\|{{#if:\|{{{alt}}}\|Championnat du monde masculin de handball 2011 est dans la page Sud de la Suède .]]Lund Göteborg Linköping Norrköping Jönköping Skövde Kristianstad Malmö | FFS Arena               |
| Capacité : 4 700 places  | [[Fichier:Sweden location map, 40south.svg\|320px\|{{#if:\|{{{alt}}}\|Championnat du monde masculin de handball 2011 est dans la page Sud de la Suède .]]Lund Göteborg Linköping Norrköping Jönköping Skövde Kristianstad Malmö | [[Fichier:Sweden location map, 40south.svg\|320px\|{{#if:\|{{{alt}}}\|Championnat du monde masculin de handball 2011 est dans la page Sud de la Suède .]]Lund Göteborg Linköping Norrköping Jönköping Skövde Kristianstad Malmö | Capacité : 3 000 places |
|                          | [[Fichier:Sweden location map, 40south.svg\|320px\|{{#if:\|{{{alt}}}\|Championnat du monde masculin de handball 2011 est dans la page Sud de la Suède .]]Lund Göteborg Linköping Norrköping Jönköping Skövde Kristianstad Malmö | [[Fichier:Sweden location map, 40south.svg\|320px\|{{#if:\|{{{alt}}}\|Championnat du monde masculin de handball 2011 est dans la page Sud de la Suède .]]Lund Göteborg Linköping Norrköping Jönköping Skövde Kristianstad Malmö |                         |

### Qualifications
Les 24 participants sont désignés au moyen des compétitions continentales en 2009 et 2010 et de tournois de qualification en Europe en 2010 (en). Le pays organisateur, la Suède, ainsi que le tenant du titre, la France, sont qualifiés d'office.
| Continent         | Nombre | Moyen de qualification           | Date             | Qualifiée(s)                   |
| ----------------- | ------ | -------------------------------- | ---------------- | ------------------------------ |
| -                 | 1      | Organisateur                     | 18 octobre 2008  | Suède                          |
| -                 | 1      | Tenant du titre                  | 1er février 2009 | France                         |
| Europe (EHF)      | 3      | Championnat d'Europe 2010        | 31 janvier 2010  | Croatie, Pologne et Islande    |
| Europe (EHF)      | 9      | Tournois qualificatifs européens | 20 juin 2010     | cf. ci-dessous                 |
| Asie (AHF)        | 3      | Championnat d'Asie 2010          | 17 février 2010  | Corée du Sud, Bahreïn et Japon |
| Afrique (CAHB)    | 3      | Championnat d'Afrique 2010       | 19 février 2010  | Tunisie, Égypte et Algérie     |
| Océanie (OCHF)    | 1      | Championnat d'Océanie 2010       | 9 mai 2010       | Australie                      |
| Amériques (PATHF) | 3      | Championnat panaméricain 2010    | 26 juin 2010     | Argentine, Brésil et Chili     |

Résultats des tournois de qualification en Europe en 2010 (en)
| Nation    | Aller   | Retour  | Total   | Nation    |
| --------- | ------- | ------- | ------- | --------- |
| Autriche  | 31 – 15 | 28 – 34 | 59 – 49 | Pays-Bas  |
| Norvège   | 24 – 21 | 27 – 19 | 51 – 40 | Lituanie  |
| Slovaquie | 25 – 30 | 30 – 21 | 55 – 51 | Ukraine   |
| Slovénie  | 27 – 25 | 25 – 28 | 52 – 53 | Hongrie   |
| Grèce     | 20 – 25 | 20 – 27 | 40 – 52 | Allemagne |
| Tchéquie  | 23 – 27 | 25 – 22 | 48 – 49 | Serbie    |
| Roumanie  | 28 – 32 | 37 – 32 | 65 – 64 | Russie    |
| Danemark  | 32 – 27 | 34 – 29 | 66 – 56 | Suisse    |
| Portugal  | 26 – 27 | 25 – 33 | 51 – 60 | Espagne   |

### Modalités
Les vingt-quatre équipes qualifiées sont réparties dans 4 groupes de 6 équipes. Les trois premières équipes de chaque groupe sont qualifiées pour le tour principal, où elles affrontent les trois qualifiées d’un autre groupe, en conservant les points acquis contre les deux équipes qui les accompagnent. Les trois dernières se disputent les places de 13 à 24 dans la Coupe du Président.

### Critères de départage
Si à l'issue des rencontres des différents groupes, deux ou plusieurs équipes se retrouvent avec un nombre égal de points, le classement s'effectue selon les critères suivants:
1. les résultats des équipes directement impliquées, en fonction des points.
2. la différence de buts entre les buts marqués et les buts encaissés des équipes directement impliquées.
3. le plus grand nombre de buts marqués dans les matchs entre les équipes.
4. la différence de buts de tous les matchs par voie de soustraction.
5. le plus grand nombre de buts marqués de tous les matchs.
6. s'il reste impossible d'établir un classement, c'est un tirage au sort qui décide.

## Tour préliminaire
Le tirage au sort des groupes a eu lieu le vendredi 9 juillet 2010 dans la salle du Scandinavium à Göteborg.
- Qualifiée pour le tour principal.
- Reversée dans la Coupe du président.

### Groupe A (Lund,Kristianstad)
|   | Équipe    | Pts | J | G | N | P | Bp  | Bc  | Diff | Dép      |
| - | --------- | --- | - | - | - | - | --- | --- | ---- | -------- |
| 1 | France    | 9   | 5 | 4 | 1 | 0 | 159 | 106 | 53   | +53      |
| 2 | Espagne   | 9   | 5 | 4 | 1 | 0 | 139 | 110 | 29   | +29      |
| 3 | Allemagne | 6   | 5 | 3 | 0 | 2 | 151 | 125 | 26   | /        |
| 4 | Égypte    | 2   | 5 | 1 | 0 | 4 | 115 | 139 | -24  | +3 (53b) |
| 5 | Tunisie   | 2   | 5 | 1 | 0 | 4 | 114 | 137 | -23  | +3 (51b) |
| 6 | Bahreïn   | 2   | 5 | 1 | 0 | 4 | 105 | 166 | -61  | -6       |

La France devance l'Espagne à la différence de buts générale (critère 4). Le Bahreïn termine 6e du fait d'une différence de buts particulière (critère 2) de -6 par rapport à l'Égypte et la Tunisie qui, elles, sont départagées selon le nombre de buts marqués dans les matchs entre ces trois pays (53 buts marqués par l'Égypte contre 51 pour la Tunisie) (critère 3).
| 14 janvier 2011 18h00 | France             | 32 – 19  | Tunisie           | Kristianstad Arena, Kristianstad Affluence : 2 500 Arbitrage : Olesen, Pedersen |
| 14 janvier 2011 18h00 | Nikola Karabatic 6 | (15 – 9) | Heykel Megannem 6 | Kristianstad Arena, Kristianstad Affluence : 2 500 Arbitrage : Olesen, Pedersen |
| 14 janvier 2011 18h00 | ×1 ×4 ×1           | Rapport  | ×2 ×7             | Kristianstad Arena, Kristianstad Affluence : 2 500 Arbitrage : Olesen, Pedersen |

| 14 janvier 2011 18h15 | Allemagne        | 30 – 25   | Égypte           | FFS Arena, Lund Affluence : 1 410 Arbitrage : Horáček, Novotný |
| 14 janvier 2011 18h15 | Uwe Gensheimer 9 | (15 – 12) | Ahmed El-Ahmar 6 | FFS Arena, Lund Affluence : 1 410 Arbitrage : Horáček, Novotný |
| 14 janvier 2011 18h15 | ×3 ×2            | Rapport   | ×3 ×2            | FFS Arena, Lund Affluence : 1 410 Arbitrage : Horáček, Novotný |

| 14 janvier 2011 20h15 | Espagne                      | 33 – 22  | Bahreïn       | Kristianstad Arena, Kristianstad Arbitrage : Menezes, Pinto |
| 14 janvier 2011 20h15 | Garabaya, Parrondo, García 4 | (16 – 8) | Mahdi Madan 5 | Kristianstad Arena, Kristianstad Arbitrage : Menezes, Pinto |
| 14 janvier 2011 20h15 | ×2 ×3                        | Rapport  | ×3 ×7         | Kristianstad Arena, Kristianstad Arbitrage : Menezes, Pinto |

| 16 janvier 2011 16h15 | Bahreïn            | 18 – 38  | Allemagne       | Kristianstad Arena, Kristianstad Arbitrage : Marina, Minore |
| 16 janvier 2011 16h15 | Al Sayyad, Madan 4 | (9 – 20) | Lars Kaufmann 9 | Kristianstad Arena, Kristianstad Arbitrage : Marina, Minore |
| 16 janvier 2011 16h15 | ×2 ×5              | Rapport  | ×3              | Kristianstad Arena, Kristianstad Arbitrage : Marina, Minore |

| 16 janvier 2011 17h30 | Tunisie        | 18 – 21 | Espagne              | FFS Arena, Lund Affluence : 1 820 Arbitrage : Krstič, Ljubič |
| 16 janvier 2011 17h30 | Tej, Mgannem 4 | (7 – 9) | Alberto Entrerríos 5 | FFS Arena, Lund Affluence : 1 820 Arbitrage : Krstič, Ljubič |
| 16 janvier 2011 17h30 | ×3 ×5          | Rapport | ×3                   | FFS Arena, Lund Affluence : 1 820 Arbitrage : Krstič, Ljubič |

| 16 janvier 2011 18h45 | Égypte           | 19 – 28  | France           | Kristianstad Arena, Kristianstad Arbitrage : Abrahamsen, Kristiansen |
| 16 janvier 2011 18h45 | Ahmed El-Ahmar 4 | (8 – 12) | Michaël Guigou 5 | Kristianstad Arena, Kristianstad Arbitrage : Abrahamsen, Kristiansen |
| 16 janvier 2011 18h45 | ×3 ×5            | Rapport  | ×2 ×4            | Kristianstad Arena, Kristianstad Arbitrage : Abrahamsen, Kristiansen |

| 17 janvier 2011 18h30 | Espagne                       | 26 – 24   | Allemagne              | Kristianstad Arena, Kristianstad Affluence : 3 247 Arbitrage : Olesen, Pedersen |
| 17 janvier 2011 18h30 | Aguinagalde, Garcia, Romero 5 | (13 – 13) | Gensheimer, Glandorf 4 | Kristianstad Arena, Kristianstad Affluence : 3 247 Arbitrage : Olesen, Pedersen |
| 17 janvier 2011 18h30 | ×1 ×7                         | Rapport   | ×3 ×9 ×2               | Kristianstad Arena, Kristianstad Affluence : 3 247 Arbitrage : Olesen, Pedersen |

| 17 janvier 2011 20h30 | France            | 41 – 17   | Bahreïn            | FFS Arena, Lund Arbitrage : Al-Marzouqi, Al-Nuaimi |
| 17 janvier 2011 20h30 | Guillaume Joli 11 | (23 – 10) | Husain Al Sayyad 3 | FFS Arena, Lund Arbitrage : Al-Marzouqi, Al-Nuaimi |
| 17 janvier 2011 20h30 | ×3                | Rapport   | ×2 ×1              | FFS Arena, Lund Arbitrage : Al-Marzouqi, Al-Nuaimi |

| 17 janvier 2011 20h45 | Tunisie       | 23 – 27   | Égypte            | Kristianstad Arena, Kristianstad Affluence : 3 247 Arbitrage : Horáček, Novotný |
| 17 janvier 2011 20h45 | Anouar Ayed 7 | (10 – 11) | Ahmed El-Ahmar 10 | Kristianstad Arena, Kristianstad Affluence : 3 247 Arbitrage : Horáček, Novotný |
| 17 janvier 2011 20h45 | ×3 ×10 ×1     | Rapport   | ×3 ×5             | Kristianstad Arena, Kristianstad Affluence : 3 247 Arbitrage : Horáček, Novotný |

| 19 janvier 2011 18h00 | Bahreïn            | 21 – 28   | Tunisie     | FFS Arena, Lund Affluence : 950 Arbitrage : Marina, Minore |
| 19 janvier 2011 18h00 | Husain Al Sayyad 6 | (12 – 15) | Issam Tej 7 | FFS Arena, Lund Affluence : 950 Arbitrage : Marina, Minore |
| 19 janvier 2011 18h00 | ×3 ×5              | Rapport   | ×4 ×5       | FFS Arena, Lund Affluence : 950 Arbitrage : Marina, Minore |

| 19 janvier 2011 18h15 | Allemagne       | 23 – 30   | France              | Kristianstad Arena, Kristianstad Affluence : 4 148 Arbitrage : Horáček, Novotný |
| 19 janvier 2011 18h15 | Lars Kaufmann 7 | (10 – 13) | William Accambray 5 | Kristianstad Arena, Kristianstad Affluence : 4 148 Arbitrage : Horáček, Novotný |
| 19 janvier 2011 18h15 | ×3 ×5           | Rapport   | ×3 ×2               | Kristianstad Arena, Kristianstad Affluence : 4 148 Arbitrage : Horáček, Novotný |

| 19 janvier 2011 20h30 | Espagne        | 31 – 18  | Égypte            | Kristianstad Arena, Kristianstad Affluence : 4 148 Arbitrage : Krstič, Ljubič |
| 19 janvier 2011 20h30 | Albert Rocas 7 | (14 – 9) | Mohamed Mamdouh 5 | Kristianstad Arena, Kristianstad Affluence : 4 148 Arbitrage : Krstič, Ljubič |
| 19 janvier 2011 20h30 | ×2 ×1          | Rapport  | ×3 ×4 ×1          | Kristianstad Arena, Kristianstad Affluence : 4 148 Arbitrage : Krstič, Ljubič |

| 20 janvier 2011 18h00 | Égypte          | 26 – 27   | Bahreïn            | FFS Arena, Lund Affluence : 750 Arbitrage : Karbaschi, Kolahdouzan |
| 20 janvier 2011 18h00 | Belal Mabrouk 7 | (16 – 15) | Husain Al Sayyad 9 | FFS Arena, Lund Affluence : 750 Arbitrage : Karbaschi, Kolahdouzan |
| 20 janvier 2011 18h00 | ×3 ×4           | Rapport   | ×3                 | FFS Arena, Lund Affluence : 750 Arbitrage : Karbaschi, Kolahdouzan |

| 20 janvier 2011 18h30 | Allemagne     | 36 – 26   | Tunisie           | Kristianstad Arena, Kristianstad Affluence : 3 885 Arbitrage : Baďura, Ondogrecula |
| 20 janvier 2011 18h30 | Pascal Hens 6 | (15 – 12) | Heykel Megannem 6 | Kristianstad Arena, Kristianstad Affluence : 3 885 Arbitrage : Baďura, Ondogrecula |
| 20 janvier 2011 18h30 | ×3            | Rapport   | ×3 ×2 ×1          | Kristianstad Arena, Kristianstad Affluence : 3 885 Arbitrage : Baďura, Ondogrecula |

| 20 janvier 2011 20h45 | France           | 28 – 28   | Espagne              | Kristianstad Arena, Kristianstad Affluence : 3 885 Arbitrage : Olesen, Pedersen |
| 20 janvier 2011 20h45 | Michaël Guigou 6 | (18 – 13) | Alberto Entrerríos 7 | Kristianstad Arena, Kristianstad Affluence : 3 885 Arbitrage : Olesen, Pedersen |
| 20 janvier 2011 20h45 | ×4               | Rapport   | ×3 ×4                | Kristianstad Arena, Kristianstad Affluence : 3 885 Arbitrage : Olesen, Pedersen |

### Groupe B (Norrköping,Linköping)
|   | Équipe   | Pts | J | G | N | P | Bp  | Bc  | Diff |
| - | -------- | --- | - | - | - | - | --- | --- | ---- |
| 1 | Islande  | 10  | 5 | 5 | 0 | 0 | 157 | 119 | 38   |
| 2 | Hongrie  | 8   | 5 | 4 | 0 | 1 | 148 | 133 | 15   |
| 3 | Norvège  | 6   | 5 | 3 | 0 | 2 | 139 | 136 | 3    |
| 4 | Japon    | 4   | 5 | 2 | 0 | 3 | 141 | 161 | -20  |
| 5 | Autriche | 2   | 5 | 1 | 0 | 4 | 144 | 148 | -4   |
| 6 | Brésil   | 0   | 5 | 0 | 0 | 5 | 131 | 163 | -32  |

| 14 janvier 2011 17h00 | Islande           | 32 – 26   | Hongrie        | Himmelstalundshallen, Norrköping Affluence : 2 753 Arbitrage : López, Ramírez |
| 14 janvier 2011 17h00 | Aron Pálmarsson 8 | (14 – 11) | Tamás Mocsai 5 | Himmelstalundshallen, Norrköping Affluence : 2 753 Arbitrage : López, Ramírez |
| 14 janvier 2011 17h00 | ×3 ×4             | Rapport   | ×3 ×5 ×1       | Himmelstalundshallen, Norrköping Affluence : 2 753 Arbitrage : López, Ramírez |

| 14 janvier 2011 19h10 | Norvège         | 35 – 29   | Japon              | Himmelstalundshallen, Norrköping Affluence : 2 753 Arbitrage : Mezian, Bachir |
| 14 janvier 2011 19h10 | Bjarte Myrhol 9 | (18 – 13) | Kadoyama Tetsuya 7 | Himmelstalundshallen, Norrköping Affluence : 2 753 Arbitrage : Mezian, Bachir |
| 14 janvier 2011 19h10 | ×2 ×8           | Rapport   | ×3 ×1              | Himmelstalundshallen, Norrköping Affluence : 2 753 Arbitrage : Mezian, Bachir |

| 14 janvier 2011 21h30 | Autriche            | 34 – 24   | Brésil              | Himmelstalundshallen, Norrköping Affluence : 2 753 Arbitrage : Geipel, Helbig |
| 14 janvier 2011 21h30 | Konrad Wilczynski 9 | (17 – 13) | Bortolini, Santos 4 | Himmelstalundshallen, Norrköping Affluence : 2 753 Arbitrage : Geipel, Helbig |
| 14 janvier 2011 21h30 | ×3 ×4               | Rapport   | ×3 ×2               | Himmelstalundshallen, Norrköping Affluence : 2 753 Arbitrage : Geipel, Helbig |

| 15 janvier 2011 16h30 | Hongrie                           | 26 – 23   | Norvège             | Himmelstalundshallen, Norrköping Arbitrage : Geipel, Helbig |
| 15 janvier 2011 16h30 | Ilyés, G. Iváncsik, T. Iváncsik 5 | (14 – 16) | Kristian Kjelling 7 | Himmelstalundshallen, Norrköping Arbitrage : Geipel, Helbig |
| 15 janvier 2011 16h30 | ×3 ×2                             | Rapport   | ×3 ×4               | Himmelstalundshallen, Norrköping Arbitrage : Geipel, Helbig |

| 15 janvier 2011 18h45 | Japon              | 33 – 30   | Autriche          | Himmelstalundshallen, Norrköping Arbitrage : López, Ramírez |
| 15 janvier 2011 18h45 | Daisuke Miyazaki 8 | (18 – 11) | Viktor Szilágyi 8 | Himmelstalundshallen, Norrköping Arbitrage : López, Ramírez |
| 15 janvier 2011 18h45 | ×2 ×3              | Rapport   | ×3 ×2             | Himmelstalundshallen, Norrköping Arbitrage : López, Ramírez |

| 15 janvier 2011 21h00 | Brésil          | 26 – 34   | Islande                    | Himmelstalundshallen, Norrköping Arbitrage : Canbro, Claesson |
| 15 janvier 2011 21h00 | Felipe Borges 7 | (12 – 19) | Guðjón Valur Sigurðsson 11 | Himmelstalundshallen, Norrköping Arbitrage : Canbro, Claesson |
| 15 janvier 2011 21h00 | ×3 ×2           | Rapport   | ×3                         | Himmelstalundshallen, Norrköping Arbitrage : Canbro, Claesson |

| 17 janvier 2011 17h00 | Hongrie             | 36 – 24   | Brésil               | Cloetta Center, Linköping Arbitrage : Nikolić, Stojković |
| 17 janvier 2011 17h00 | Gergely Harsányi 10 | (18 – 11) | Leonardo Bortolini 8 | Cloetta Center, Linköping Arbitrage : Nikolić, Stojković |
| 17 janvier 2011 17h00 | ×3 ×4 ×1            | Rapport   | ×2 ×4                | Cloetta Center, Linköping Arbitrage : Nikolić, Stojković |

| 17 janvier 2011 19h10 | Norvège           | 33 – 27   | Autriche        | Cloetta Center, Linköping Affluence : 2 700 Arbitrage : Canbro, Claesson |
| 17 janvier 2011 19h10 | Håvard Tvedten 10 | (16 – 11) | Janko Božović 6 | Cloetta Center, Linköping Affluence : 2 700 Arbitrage : Canbro, Claesson |
| 17 janvier 2011 19h10 | ×2 ×3             | Rapport   | ×3              | Cloetta Center, Linköping Affluence : 2 700 Arbitrage : Canbro, Claesson |

| 17 janvier 2011 21h30 | Islande                   | 36 – 22  | Japon              | Cloetta Center, Linköping Arbitrage : Coulibaly, Diabaté |
| 17 janvier 2011 21h30 | Guðjón Valur Sigurðsson 9 | (22 – 8) | Tetsuya Kadoyama 5 | Cloetta Center, Linköping Arbitrage : Coulibaly, Diabaté |
| 17 janvier 2011 21h30 | ×3 ×7                     | Rapport  | ×2                 | Cloetta Center, Linköping Arbitrage : Coulibaly, Diabaté |

| 18 janvier 2011 17h00 | Japon              | 24 – 28  | Hongrie          | Cloetta Center, Linköping Affluence : 1 800 Arbitrage : Canbro, Claesson |
| 18 janvier 2011 17h00 | Daisuke Miyazaki 5 | (8 – 13) | Gergő Iváncsik 9 | Cloetta Center, Linköping Affluence : 1 800 Arbitrage : Canbro, Claesson |
| 18 janvier 2011 17h00 | ×3                 | Rapport  | ×2 ×3 ×1         | Cloetta Center, Linköping Affluence : 1 800 Arbitrage : Canbro, Claesson |

| 18 janvier 2011 19h10 | Norvège         | 26 – 25   | Brésil                   | Cloetta Center, Linköping Affluence : 2 717 Arbitrage : Coulibaly, Diabaté |
| 18 janvier 2011 19h10 | Bjarte Myrhol 7 | (13 – 12) | Fernando Pacheco Filho 6 | Cloetta Center, Linköping Affluence : 2 717 Arbitrage : Coulibaly, Diabaté |
| 18 janvier 2011 19h10 | ×3 ×4           | Rapport   | ×3 ×5                    | Cloetta Center, Linköping Affluence : 2 717 Arbitrage : Coulibaly, Diabaté |

| 18 janvier 2011 21h30 | Autriche       | 23 – 26   | Islande               | Cloetta Center, Linköping Affluence : 2 612 Arbitrage : Stark, Ştefan |
| 18 janvier 2011 21h30 | Robert Weber 8 | (16 – 11) | Alexander Petersson 7 | Cloetta Center, Linköping Affluence : 2 612 Arbitrage : Stark, Ştefan |
| 18 janvier 2011 21h30 | ×3 ×9 ×2       | Rapport   | ×3 ×5                 | Cloetta Center, Linköping Affluence : 2 612 Arbitrage : Stark, Ştefan |

| 20 janvier 2011 17h00 | Brésil              | 32 – 33   | Japon              | Cloetta Center, Linköping Affluence : 4 252 Arbitrage : Stark, Ştefan |
| 20 janvier 2011 17h00 | Vinícius Teixeira 8 | (12 – 13) | Makoto Suematsu 12 | Cloetta Center, Linköping Affluence : 4 252 Arbitrage : Stark, Ştefan |
| 20 janvier 2011 17h00 | ×3                  | Rapport   | ×2 ×3              | Cloetta Center, Linköping Affluence : 4 252 Arbitrage : Stark, Ştefan |

| 20 janvier 2011 19h10 | Islande             | 29 – 22   | Norvège          | Cloetta Center, Linköping Affluence : 5 817 Arbitrage : Canbro, Claesson |
| 20 janvier 2011 19h10 | Snorri Guðjónsson 7 | (12 – 12) | Håvard Tvedten 7 | Cloetta Center, Linköping Affluence : 5 817 Arbitrage : Canbro, Claesson |
| 20 janvier 2011 19h10 | ×3 ×5               | Rapport   | ×4 ×5            | Cloetta Center, Linköping Affluence : 5 817 Arbitrage : Canbro, Claesson |

| 20 janvier 2011 21h30 | Autriche          | 30 – 32   | Hongrie         | Cloetta Center, Linköping Affluence : 2 340 Arbitrage : Nikolić, Stojković |
| 20 janvier 2011 21h30 | Viktor Szilágyi 7 | (16 – 13) | Császár, Törő 5 | Cloetta Center, Linköping Affluence : 2 340 Arbitrage : Nikolić, Stojković |
| 20 janvier 2011 21h30 | ×2 ×3             | Rapport   | ×4 ×2           | Cloetta Center, Linköping Affluence : 2 340 Arbitrage : Nikolić, Stojković |

### Groupe C (Lund,Malmö)
|   | Équipe    | Pts | J | G | N | P | Bp  | Bc  | Diff | Dép |
| - | --------- | --- | - | - | - | - | --- | --- | ---- | --- |
| 1 | Danemark  | 10  | 5 | 5 | 0 | 0 | 181 | 117 | 64   | /   |
| 2 | Croatie   | 7   | 5 | 3 | 1 | 1 | 148 | 109 | 39   | /   |
| 3 | Serbie    | 5   | 5 | 2 | 1 | 2 | 139 | 139 | 0    | /   |
| 4 | Algérie   | 4   | 5 | 2 | 0 | 3 | 100 | 109 | -9   | +1  |
| 5 | Roumanie  | 4   | 5 | 2 | 0 | 3 | 132 | 123 | 9    | -1  |
| 6 | Australie | 0   | 5 | 0 | 0 | 5 | 77  | 180 | -103 | /   |

L'Algérie devance la Roumanie à la différence de buts particulière (critère 2).
| 14 janvier 2011 18h00 | Croatie         | 27 – 21   | Roumanie            | Malmö Arena, Malmö Affluence : 6 643 Arbitrage : Lazaar, Reveret |
| 14 janvier 2011 18h00 | Manuel Strlek 8 | (11 – 13) | Alexandru Stamate 7 | Malmö Arena, Malmö Affluence : 6 643 Arbitrage : Lazaar, Reveret |
| 14 janvier 2011 18h00 | ×3 ×5           | Rapport 2 | ×3 ×5               | Malmö Arena, Malmö Affluence : 6 643 Arbitrage : Lazaar, Reveret |

| 14 janvier 2011 20h15 | Danemark            | 47 – 12  | Australie       | Malmö Arena, Malmö Affluence : 6 643 Arbitrage : Marina, Minore |
| 14 janvier 2011 20h15 | Lars Christiansen 8 | (21 – 8) | Bevan Calvert 4 | Malmö Arena, Malmö Affluence : 6 643 Arbitrage : Marina, Minore |
| 14 janvier 2011 20h15 | ×2                  | Rapport  | ×3 ×5           | Malmö Arena, Malmö Affluence : 6 643 Arbitrage : Marina, Minore |

| 14 janvier 2011 20h45 | Serbie        | 25 – 24  | Algérie            | FFS Arena, Lund Affluence : 1 275 Arbitrage : Al-Marzouqi, Al-Nuaimi |
| 14 janvier 2011 20h45 | Marko Vujin 6 | (13 – 9) | Messaoud Berkous 7 | FFS Arena, Lund Affluence : 1 275 Arbitrage : Al-Marzouqi, Al-Nuaimi |
| 14 janvier 2011 20h45 | ×3            | Rapport  | ×3 ×2              | FFS Arena, Lund Affluence : 1 275 Arbitrage : Al-Marzouqi, Al-Nuaimi |

| 16 janvier 2011 18h00 | Australie        | 18 – 35  | Serbie        | Malmö Arena, Malmö Affluence : 2 500 Arbitrage : Karbaschi, Kolahdouzan |
| 16 janvier 2011 18h00 | Tommy Fletcher 5 | (8 – 16) | Marko Vujin 7 | Malmö Arena, Malmö Affluence : 2 500 Arbitrage : Karbaschi, Kolahdouzan |
| 16 janvier 2011 18h00 | ×3 ×6            | Rapport  | ×3 ×7         | Malmö Arena, Malmö Affluence : 2 500 Arbitrage : Karbaschi, Kolahdouzan |

| 16 janvier 2011 20h00 | Algérie            | 15 – 26   | Croatie       | FFS Arena, Lund Affluence : 1 943 Arbitrage : Menezes, Pinto |
| 16 janvier 2011 20h00 | Berkous, Boultif 4 | (11 – 11) | Ivano Balić 6 | FFS Arena, Lund Affluence : 1 943 Arbitrage : Menezes, Pinto |
| 16 janvier 2011 20h00 | ×3 ×4              | Rapport   | ×3 ×6         | FFS Arena, Lund Affluence : 1 943 Arbitrage : Menezes, Pinto |

| 16 janvier 2011 20h15 | Roumanie               | 30 – 39   | Danemark            | Malmö Arena, Malmö Affluence : 8 000 Arbitrage : Baďura, Ondogrecula |
| 16 janvier 2011 20h15 | Aurel Gabriel Florea 7 | (16 – 17) | Lars Christiansen 6 | Malmö Arena, Malmö Affluence : 8 000 Arbitrage : Baďura, Ondogrecula |
| 16 janvier 2011 20h15 | ×3 ×2                  | Rapport   | ×3 ×4               | Malmö Arena, Malmö Affluence : 8 000 Arbitrage : Baďura, Ondogrecula |

| 17 janvier 2011 18h00 | Croatie        | 42 – 15  | Australie                    | Malmö Arena, Malmö Affluence : 1 500 Arbitrage : Baďura, Ondogrecula |
| 17 janvier 2011 18h00 | Denis Buntić 7 | (19 – 9) | Calvert, Fletcher, Subotic 3 | Malmö Arena, Malmö Affluence : 1 500 Arbitrage : Baďura, Ondogrecula |
| 17 janvier 2011 18h00 | ×1             | Rapport  | ×3                           | Malmö Arena, Malmö Affluence : 1 500 Arbitrage : Baďura, Ondogrecula |

| 17 janvier 2011 18h00 | Roumanie           | 14 – 15  | Algérie            | FFS Arena, Lund Affluence : 920 Arbitrage : Abrahamsen, Kristiansen |
| 17 janvier 2011 18h00 | Valentin Ghionea 7 | (10 – 8) | Berkous, Boultif 4 | FFS Arena, Lund Affluence : 920 Arbitrage : Abrahamsen, Kristiansen |
| 17 janvier 2011 18h00 | ×2 ×4              | Rapport  | ×2 ×5              | FFS Arena, Lund Affluence : 920 Arbitrage : Abrahamsen, Kristiansen |

| 17 janvier 2011 20h15 | Danemark         | 35 – 27   | Serbie        | Malmö Arena, Malmö Affluence : 8 164 Arbitrage : Lazaar, Reveret |
| 17 janvier 2011 20h15 | Mikkel Hansen 11 | (16 – 14) | Marko Vujin 7 | Malmö Arena, Malmö Affluence : 8 164 Arbitrage : Lazaar, Reveret |
| 17 janvier 2011 20h15 | ×3 ×2            | Rapport   | ×3 ×6         | Malmö Arena, Malmö Affluence : 8 164 Arbitrage : Lazaar, Reveret |

| 19 janvier 2011 18h00 | Serbie          | 24 – 24   | Croatie     | Malmö Arena, Malmö Affluence : 7 269 Arbitrage : Abrahamsen, Kristiansen |
| 19 janvier 2011 18h00 | Ivan Nikčević 7 | (13 – 12) | Igor Vori 8 | Malmö Arena, Malmö Affluence : 7 269 Arbitrage : Abrahamsen, Kristiansen |
| 19 janvier 2011 18h00 | ×4              | Rapport   | ×3 ×2       | Malmö Arena, Malmö Affluence : 7 269 Arbitrage : Abrahamsen, Kristiansen |

| 19 janvier 2011 20h15 | Danemark         | 26 – 19  | Algérie         | Malmö Arena, Malmö Affluence : 8 830 Arbitrage : Karbaschi, Kolahdouzan |
| 19 janvier 2011 20h15 | Hansen, Hansen 5 | (16 – 9) | Sassi Boultif 5 | Malmö Arena, Malmö Affluence : 8 830 Arbitrage : Karbaschi, Kolahdouzan |
| 19 janvier 2011 20h15 | ×3 ×4            | Rapport  | ×2 ×6           | Malmö Arena, Malmö Affluence : 8 830 Arbitrage : Karbaschi, Kolahdouzan |

| 19 janvier 2011 20h30 | Australie       | 14 – 29  | Roumanie               | FFS Arena, Lund Affluence : 800 Arbitrage : Menezes, Pinto |
| 19 janvier 2011 20h30 | Bevan Calvert 7 | (6 – 14) | Aurel Gabriel Florea 5 | FFS Arena, Lund Affluence : 800 Arbitrage : Menezes, Pinto |
| 19 janvier 2011 20h30 | ×3 ×4           | Rapport  | ×2 ×4                  | FFS Arena, Lund Affluence : 800 Arbitrage : Menezes, Pinto |

| 20 janvier 2011 18h00 | Algérie                       | 27 – 18   | Australie        | Malmö Arena, Malmö Affluence : 4 960 Arbitrage : Al-Marzouqi, Al-Nuaimi |
| 20 janvier 2011 18h00 | Berkous, el Khoumini, Hamad 5 | (12 – 11) | Tommy Fletcher 6 | Malmö Arena, Malmö Affluence : 4 960 Arbitrage : Al-Marzouqi, Al-Nuaimi |
| 20 janvier 2011 18h00 | ×3 ×1                         | Rapport   | ×2               | Malmö Arena, Malmö Affluence : 4 960 Arbitrage : Al-Marzouqi, Al-Nuaimi |

| 20 janvier 2011 20h15 | Croatie        | 29 – 34   | Danemark              | Malmö Arena, Malmö Affluence : 11 307 Arbitrage : Lazaar, Reveret |
| 20 janvier 2011 20h15 | Vedran Zrnić 8 | (16 – 15) | Kasper Søndergaard 10 | Malmö Arena, Malmö Affluence : 11 307 Arbitrage : Lazaar, Reveret |
| 20 janvier 2011 20h15 | ×4             | Rapport   | ×3                    | Malmö Arena, Malmö Affluence : 11 307 Arbitrage : Lazaar, Reveret |

| 20 janvier 2011 20h30 | Serbie       | 28 – 38   | Roumanie            | FFS Arena, Lund Affluence : 860 Arbitrage : Krstič, Ljubič |
| 20 janvier 2011 20h30 | Momir Ilić 6 | (17 – 20) | Alexandru Stamate 9 | FFS Arena, Lund Affluence : 860 Arbitrage : Krstič, Ljubič |
| 20 janvier 2011 20h30 | ×3 ×4        | Rapport   | ×2                  | FFS Arena, Lund Affluence : 860 Arbitrage : Krstič, Ljubič |

### Groupe D (Göteborg)
|   | Équipe       | Pts | J | G | N | P | Bp  | Bc  | Diff | Dép |
| - | ------------ | --- | - | - | - | - | --- | --- | ---- | --- |
| 1 | Suède        | 8   | 5 | 4 | 0 | 1 | 142 | 112 | 30   | +3  |
| 2 | Pologne      | 8   | 5 | 4 | 0 | 1 | 143 | 123 | 20   | -3  |
| 3 | Argentine    | 7   | 5 | 3 | 1 | 1 | 133 | 114 | 19   | /   |
| 4 | Corée du Sud | 5   | 5 | 2 | 1 | 2 | 137 | 128 | 9    | /   |
| 5 | Slovaquie    | 1   | 5 | 0 | 1 | 4 | 128 | 156 | -28  | -28 |
| 6 | Chili        | 1   | 5 | 0 | 1 | 4 | 117 | 167 | -50  | -50 |

La Suède devance la Pologne à la différence de buts particulière (critère 2). La Slovaquie devance le Chili à la différence de buts générale (critère 4).
| 13 janvier 2011 20h15 | Suède                 | 28 – 18  | Chili             | Scandinavium, Göteborg Affluence : 10 368 Arbitrage : Nikolić, Stojković |
| 13 janvier 2011 20h15 | Kim Ekdahl du Rietz 6 | (15 – 8) | Emil Feuchtmann 4 | Scandinavium, Göteborg Affluence : 10 368 Arbitrage : Nikolić, Stojković |
| 13 janvier 2011 20h15 | ×3 ×6                 | Rapport  | ×3 ×2             | Scandinavium, Göteborg Affluence : 10 368 Arbitrage : Nikolić, Stojković |

| 14 janvier 2011 18h15 | Corée du Sud  | 25 – 25   | Argentine                   | Scandinavium, Göteborg Affluence : 1 733 Arbitrage : Stark, Ştefan |
| 14 janvier 2011 18h15 | Lee Jae-woo 9 | (14 – 11) | Federico Gastón Fernández 5 | Scandinavium, Göteborg Affluence : 1 733 Arbitrage : Stark, Ştefan |
| 14 janvier 2011 18h15 | ×3 ×6         | Rapport   | ×2 ×6                       | Scandinavium, Göteborg Affluence : 1 733 Arbitrage : Stark, Ştefan |

| 14 janvier 2011 20h15 | Pologne             | 35 – 33   | Slovaquie           | Scandinavium, Göteborg Affluence : 2 486 Arbitrage : Načevski, Nikolov |
| 14 janvier 2011 20h15 | Tomasz Tłuczyński 7 | (15 – 17) | Martin Straňovský 9 | Scandinavium, Göteborg Affluence : 2 486 Arbitrage : Načevski, Nikolov |
| 14 janvier 2011 20h15 | ×3 ×6               | Rapport   | ×3                  | Scandinavium, Göteborg Affluence : 2 486 Arbitrage : Načevski, Nikolov |

| 15 janvier 2011 16h15 | Chili              | 22 – 37   | Corée du Sud   | Scandinavium, Göteborg Affluence : 7 727 Arbitrage : Coulibaly, Diabaté |
| 15 janvier 2011 16h15 | Emil Feuchtmannz 8 | (12 – 15) | Yu Dong Geun 9 | Scandinavium, Göteborg Affluence : 7 727 Arbitrage : Coulibaly, Diabaté |
| 15 janvier 2011 16h15 | ×2 ×5              | Rapport   | ×2 ×4          | Scandinavium, Göteborg Affluence : 7 727 Arbitrage : Coulibaly, Diabaté |

| 15 janvier 2011 18h15 | Slovaquie       | 22 – 38   | Suède           | Scandinavium, Göteborg Affluence : 11 491 Arbitrage : Stark, Ştefan |
| 15 janvier 2011 18h15 | Peter Kukučka 4 | (14 – 15) | Niclas Ekberg 8 | Scandinavium, Göteborg Affluence : 11 491 Arbitrage : Stark, Ştefan |
| 15 janvier 2011 18h15 | ×3 ×4           | Rapport   | ×3 ×6           | Scandinavium, Göteborg Affluence : 11 491 Arbitrage : Stark, Ştefan |

| 15 janvier 2011 20h15 | Argentine            | 23 – 24  | Pologne             | Scandinavium, Göteborg Affluence : 7 996 Arbitrage : Nikolić, Stojković |
| 15 janvier 2011 20h15 | D. Simonet, Vieyra 6 | (6 – 11) | Tomasz Tłuczyński 5 | Scandinavium, Göteborg Affluence : 7 996 Arbitrage : Nikolić, Stojković |
| 15 janvier 2011 20h15 | ×3 ×6 ×1             | Rapport  | ×3 ×7 ×1            | Scandinavium, Göteborg Affluence : 7 996 Arbitrage : Nikolić, Stojković |

| 17 janvier 2011 16h15 | Slovaquie             | 18 – 23 | Argentine                   | Scandinavium, Göteborg Affluence : 3 057 Arbitrage : Geipel, Helbig |
| 17 janvier 2011 16h15 | Valo, T. Straňovský 4 | (9 – 7) | Federico Gastón Fernández 9 | Scandinavium, Göteborg Affluence : 3 057 Arbitrage : Geipel, Helbig |
| 17 janvier 2011 16h15 | ×3 ×4                 | Rapport | ×2 ×3                       | Scandinavium, Göteborg Affluence : 3 057 Arbitrage : Geipel, Helbig |

| 17 janvier 2011 18h15 | Pologne               | 38 – 23   | Chili                     | Scandinavium, Göteborg Affluence : 5 535 Arbitrage : Mezian, Si Bachir |
| 17 janvier 2011 18h15 | Jurasik, Tłuczyński 6 | (15 – 13) | Er. Feuchtmann, Salinas 6 | Scandinavium, Göteborg Affluence : 5 535 Arbitrage : Mezian, Si Bachir |
| 17 janvier 2011 18h15 | ×3 ×5 ×1              | Rapport   | ×3                        | Scandinavium, Göteborg Affluence : 5 535 Arbitrage : Mezian, Si Bachir |

| 17 janvier 2011 20h15 | Suède           | 30 – 24   | Corée du Sud   | Scandinavium, Göteborg Affluence : 8 109 Arbitrage : Načevski, Nikolov |
| 17 janvier 2011 20h15 | Jonas Källman 8 | (14 – 12) | Yu Dong Geun 7 | Scandinavium, Göteborg Affluence : 8 109 Arbitrage : Načevski, Nikolov |
| 17 janvier 2011 20h15 | ×4 ×11 ×1       | Rapport   | ×3 ×4          | Scandinavium, Göteborg Affluence : 8 109 Arbitrage : Načevski, Nikolov |

| 18 janvier 2011 16h15 | Chili              | 29 – 29   | Slovaquie | Scandinavium, Göteborg Affluence : 3 112 Arbitrage : Načevski, Nikolov |
| 18 janvier 2011 16h15 | Emil Feuchtmann 11 | (15 – 12) | Šulc 7    | Scandinavium, Göteborg Affluence : 3 112 Arbitrage : Načevski, Nikolov |
| 18 janvier 2011 16h15 | ×3 ×1              | Rapport   | ×4 ×5     | Scandinavium, Göteborg Affluence : 3 112 Arbitrage : Načevski, Nikolov |

| 18 janvier 2011 18h15 | Corée du Sud   | 20 – 25   | Pologne            | Scandinavium, Göteborg Affluence : 6 001 Arbitrage : Geipel, Helbig |
| 18 janvier 2011 18h15 | Yu Dong Geun 5 | (11 – 10) | Tkaczyk, Jurecki 5 | Scandinavium, Göteborg Affluence : 6 001 Arbitrage : Geipel, Helbig |
| 18 janvier 2011 18h15 | ×2 ×3          | Rapport   | ×3 ×1              | Scandinavium, Göteborg Affluence : 6 001 Arbitrage : Geipel, Helbig |

| 18 janvier 2011 20h15 | Suède           | 22 – 27   | Argentine          | Scandinavium, Göteborg Affluence : 9 044 Arbitrage : López, Ramírez |
| 18 janvier 2011 20h15 | Jonas Larholm 5 | (10 – 12) | Federico Pizarro 6 | Scandinavium, Göteborg Affluence : 9 044 Arbitrage : López, Ramírez |
| 18 janvier 2011 20h15 | ×3 ×2           | Rapport   | ×4                 | Scandinavium, Göteborg Affluence : 9 044 Arbitrage : López, Ramírez |

| 20 janvier 2011 16h15 | Corée du Sud | 31 – 26   | Slovaquie       | Scandinavium, Göteborg Affluence : 2 922 Arbitrage : López, Ramírez |
| 20 janvier 2011 16h15 | Jeong, Lee 8 | (14 – 10) | Radoslav Antl 9 | Scandinavium, Göteborg Affluence : 2 922 Arbitrage : López, Ramírez |
| 20 janvier 2011 16h15 | ×2 ×4 ×1     | Rapport   | ×3 ×6 ×1        | Scandinavium, Göteborg Affluence : 2 922 Arbitrage : López, Ramírez |

| 20 janvier 2011 18h15 | Argentine          | 35 – 25   | Chili             | Scandinavium, Göteborg Affluence : 7 760 Arbitrage : Mezian, Si Bachir |
| 20 janvier 2011 18h15 | Federico Pizarro 9 | (15 – 13) | Emil Feuchtmann 7 | Scandinavium, Göteborg Affluence : 7 760 Arbitrage : Mezian, Si Bachir |
| 20 janvier 2011 18h15 | ×3 ×8              | Rapport   | ×4 ×1             | Scandinavium, Göteborg Affluence : 7 760 Arbitrage : Mezian, Si Bachir |

| 20 janvier 2011 20h15 | Pologne           | 21 – 24   | Suède           | Scandinavium, Göteborg Affluence : 11 606 Arbitrage : Geipel, Helbig |
| 20 janvier 2011 20h15 | Marcin Lijewski 6 | (12 – 14) | Jonas Larholm 5 | Scandinavium, Göteborg Affluence : 11 606 Arbitrage : Geipel, Helbig |
| 20 janvier 2011 20h15 | ×2 ×4             | Rapport   | ×3 ×5           | Scandinavium, Göteborg Affluence : 11 606 Arbitrage : Geipel, Helbig |

## Tour principal
Chaque équipe qualifiée pour le tour principal garde les points obtenus face aux deux autres qualifiées de son groupe de tour préliminaire. Ainsi, la France, vainqueur de l'Allemagne et auteur d'un match nul contre l'Espagne, les deux autres qualifiées de son groupe au tour précédent, commence ce tour principal avec trois points. Les deux meilleures de chaque groupe sont qualifiées pour les demi-finales tandis que les autres équipes jouent deux à deux des matchs de classement.
- Qualifiée pour les demi-finales.
- Qualifiée pour les matchs de classement.

### Groupe I (Jönköping)
|   | Équipe    | Pts | J | G | N | P | Bp  | Bc  | Diff | Dép |
| - | --------- | --- | - | - | - | - | --- | --- | ---- | --- |
| 1 | France    | 9   | 5 | 4 | 1 | 0 | 160 | 129 | 31   | +31 |
| 2 | Espagne   | 9   | 5 | 4 | 1 | 0 | 148 | 127 | 21   | +21 |
| 3 | Islande   | 4   | 5 | 2 | 0 | 3 | 137 | 141 | -4   | +6  |
| 4 | Hongrie   | 4   | 5 | 2 | 0 | 3 | 127 | 147 | -20  | -6  |
| 5 | Norvège   | 2   | 5 | 1 | 0 | 4 | 133 | 143 | -10  | +10 |
| 6 | Allemagne | 2   | 5 | 1 | 0 | 4 | 124 | 142 | -18  | -10 |

| Équipe 1  | Score   | Équipe 2  |
| --------- | ------- | --------- |
| Islande   | 32 – 26 | Hongrie   |
| Hongrie   | 26 – 23 | Norvège   |
| Espagne   | 26 – 24 | Allemagne |
| Allemagne | 23 – 30 | France    |
| Islande   | 29 – 22 | Norvège   |
| France    | 28 – 28 | Espagne   |

La France devance l'Espagne à la différence de buts générale (critère 4). L'Islande et la Norvège devancent respectivement la Hongrie et l'Allemagne à la différence de buts particulière (critère 2).
| 22 janvier 2011 16h15 | Espagne       | 32 – 27   | Norvège         | Kinnarps Arena, Jönköping Affluence : 5 451 Arbitrage : Stark, Ştefan |
| 22 janvier 2011 16h15 | Iker Romero 7 | (15 – 12) | Bjarte Myrhol 8 | Kinnarps Arena, Jönköping Affluence : 5 451 Arbitrage : Stark, Ştefan |
| 22 janvier 2011 16h15 | ×3 ×2         | Rapport   | ×3              | Kinnarps Arena, Jönköping Affluence : 5 451 Arbitrage : Stark, Ştefan |

| 22 janvier 2011 18h30 | Allemagne         | 27 – 24   | Islande               | Kinnarps Arena, Jönköping Affluence : 5 670 Arbitrage : Nikolić, Stojković |
| 22 janvier 2011 18h30 | Preiß, Sprenger 5 | (15 – 13) | Alexander Petersson 7 | Kinnarps Arena, Jönköping Affluence : 5 670 Arbitrage : Nikolić, Stojković |
| 22 janvier 2011 18h30 | ×3                | Rapport   | ×3 ×2                 | Kinnarps Arena, Jönköping Affluence : 5 670 Arbitrage : Nikolić, Stojković |

| 22 janvier 2011 20h45 | France             | 37 – 24   | Hongrie        | Kinnarps Arena, Jönköping Affluence : 2 393 Arbitrage : Krstič, Ljubič |
| 22 janvier 2011 20h45 | Nikola Karabatic 7 | (18 – 13) | Tamás Mocsai 7 | Kinnarps Arena, Jönköping Affluence : 2 393 Arbitrage : Krstič, Ljubič |
| 22 janvier 2011 20h45 | ×3 ×2              | Rapport   | ×3 ×4 ×1       | Kinnarps Arena, Jönköping Affluence : 2 393 Arbitrage : Krstič, Ljubič |

| 24 janvier 2011 16h00 | Islande               | 24 – 32   | Espagne                   | Kinnarps Arena, Jönköping Affluence : 3 922 Arbitrage : Krstič, Ljubič |
| 24 janvier 2011 16h00 | Alexander Petersson 5 | (10 – 20) | Gurbindo, R. Entrerríos 6 | Kinnarps Arena, Jönköping Affluence : 3 922 Arbitrage : Krstič, Ljubič |
| 24 janvier 2011 16h00 | ×3 ×7                 | Rapport   | ×3 ×4 ×1                  | Kinnarps Arena, Jönköping Affluence : 3 922 Arbitrage : Krstič, Ljubič |

| 24 janvier 2011 18h15 | Hongrie                           | 27 – 25   | Allemagne         | Kinnarps Arena, Jönköping Affluence : 3 963 Arbitrage : Olesen, Pedersen |
| 24 janvier 2011 18h15 | G. Iváncsik, T. Iváncsik, Perez 5 | (10 – 12) | Holger Glandorf 5 | Kinnarps Arena, Jönköping Affluence : 3 963 Arbitrage : Olesen, Pedersen |
| 24 janvier 2011 18h15 | ×3 ×5                             | Rapport   | ×3 ×4             | Kinnarps Arena, Jönköping Affluence : 3 963 Arbitrage : Olesen, Pedersen |

| 24 janvier 2011 20h30 | Norvège            | 26 – 31   | France                       | Kinnarps Arena, Jönköping Affluence : 3 847 Arbitrage : Menezes, Pinto |
| 24 janvier 2011 20h30 | Espen Lie Hansen 8 | (14 – 17) | B. Gille, Accambray, Abalo 5 | Kinnarps Arena, Jönköping Affluence : 3 847 Arbitrage : Menezes, Pinto |
| 24 janvier 2011 20h30 | ×3 ×5              | Rapport   | ×2 ×1                        | Kinnarps Arena, Jönköping Affluence : 3 847 Arbitrage : Menezes, Pinto |

| 25 janvier 2011 16h15 | Allemagne       | 25 – 35   | Norvège          | Kinnarps Arena, Jönköping Affluence : 4 205 Arbitrage : Stark, Ştefan |
| 25 janvier 2011 16h15 | Michael Kraus 6 | (13 – 17) | Håvard Tvedten 8 | Kinnarps Arena, Jönköping Affluence : 4 205 Arbitrage : Stark, Ştefan |
| 25 janvier 2011 16h15 | ×3 ×5           | Rapport   | ×3 ×6            | Kinnarps Arena, Jönköping Affluence : 4 205 Arbitrage : Stark, Ştefan |

| 25 janvier 2011 18h30 | Espagne       | 30 – 24   | Hongrie          | Kinnarps Arena, Jönköping Affluence : 4 236 Arbitrage : Canbro, Claesson |
| 25 janvier 2011 18h30 | Iker Romero 9 | (13 – 13) | Szabolcs Zubai 5 | Kinnarps Arena, Jönköping Affluence : 4 236 Arbitrage : Canbro, Claesson |
| 25 janvier 2011 18h30 | ×3 ×2         | Rapport   | ×3 ×5            | Kinnarps Arena, Jönköping Affluence : 4 236 Arbitrage : Canbro, Claesson |

| 25 janvier 2011 20h45 | France             | 34 – 28   | Islande               | Kinnarps Arena, Jönköping Affluence : 4 258 Arbitrage : Načevski, Nikolov |
| 25 janvier 2011 20h45 | Nikola Karabatic 7 | (16 – 13) | Alexander Petersson 6 | Kinnarps Arena, Jönköping Affluence : 4 258 Arbitrage : Načevski, Nikolov |
| 25 janvier 2011 20h45 | ×3                 | Rapport   | ×4 ×5 ×1              | Kinnarps Arena, Jönköping Affluence : 4 258 Arbitrage : Načevski, Nikolov |

### Groupe II (Malmö/Lund)
|   | Équipe    | Pts | J | G | N | P | Bp  | Bc  | Diff |
| - | --------- | --- | - | - | - | - | --- | --- | ---- |
| 1 | Danemark  | 10  | 5 | 5 | 0 | 0 | 155 | 131 | 24   |
| 2 | Suède     | 6   | 5 | 3 | 0 | 2 | 127 | 124 | 3    |
| 3 | Croatie   | 5   | 5 | 2 | 1 | 2 | 144 | 129 | 15   |
| 4 | Pologne   | 4   | 5 | 2 | 0 | 3 | 123 | 129 | -6   |
| 5 | Serbie    | 3   | 5 | 1 | 1 | 3 | 127 | 139 | -12  |
| 6 | Argentine | 2   | 5 | 1 | 0 | 4 | 117 | 131 | -14  |

| Équipe 1  | Score   | Équipe 2  |
| --------- | ------- | --------- |
| Argentine | 23 – 24 | Pologne   |
| Danemark  | 35 – 27 | Serbie    |
| Suède     | 22 – 27 | Argentine |
| Serbie    | 24 – 24 | Croatie   |
| Croatie   | 29 – 34 | Danemark  |
| Pologne   | 21 – 24 | Suède     |

| 22 janvier 2011 18h15 | Croatie         | 36 – 18  | Argentine           | FFS Arena, Lund Affluence : 1 050 Arbitrage : Baďura, Ondogrecula |
| 22 janvier 2011 18h15 | Zrnić, Buntić 7 | (19 – 6) | Sebastián Simonet 5 | FFS Arena, Lund Affluence : 1 050 Arbitrage : Baďura, Ondogrecula |
| 22 janvier 2011 18h15 | ×3 ×6           | Rapport  | ×2 ×1               | FFS Arena, Lund Affluence : 1 050 Arbitrage : Baďura, Ondogrecula |

| 22 janvier 2011 18h15 | Serbie        | 24 – 28   | Suède            | Malmö Arena, Malmö Affluence : 9 213 Arbitrage : Abrahamsen, Kristiansen |
| 22 janvier 2011 18h15 | Marko Vujin 8 | (13 – 12) | Ekberg, Ekdahl 6 | Malmö Arena, Malmö Affluence : 9 213 Arbitrage : Abrahamsen, Kristiansen |
| 22 janvier 2011 18h15 | ×3 ×5 ×1      | Rapport   | ×3 ×4            | Malmö Arena, Malmö Affluence : 9 213 Arbitrage : Abrahamsen, Kristiansen |

| 22 janvier 2011 20h15 | Danemark        | 28 – 27  | Pologne                  | Malmö Arena, Malmö Affluence : 11 140 Arbitrage : Horáček, Novotný |
| 22 janvier 2011 20h15 | Hans Lindberg 6 | (15 – 9) | Tluczynski, Jurkiewicz 6 | Malmö Arena, Malmö Affluence : 11 140 Arbitrage : Horáček, Novotný |
| 22 janvier 2011 20h15 | ×3 ×2           | Rapport  | ×3 ×1                    | Malmö Arena, Malmö Affluence : 11 140 Arbitrage : Horáček, Novotný |

| 23 janvier 2011 18h15 | Suède           | 29 – 25   | Croatie        | Malmö Arena, Malmö Affluence : 9 551 Arbitrage : López, Ramírez |
| 23 janvier 2011 18h15 | Dalibor Doder 8 | (14 – 12) | Vedran Zrnić 9 | Malmö Arena, Malmö Affluence : 9 551 Arbitrage : López, Ramírez |
| 23 janvier 2011 18h15 | ×3 ×7           | Rapport   | ×3 ×4          | Malmö Arena, Malmö Affluence : 9 551 Arbitrage : López, Ramírez |

| 23 janvier 2011 20h15 | Argentine             | 24 – 31   | Danemark        | Malmö Arena, Malmö Affluence : 10 924 Arbitrage : Coulibaly, Diabaté |
| 23 janvier 2011 20h15 | Ferro, Vidal, Carou 3 | (12 – 17) | Mikkel Hansen 7 | Malmö Arena, Malmö Affluence : 10 924 Arbitrage : Coulibaly, Diabaté |
| 23 janvier 2011 20h15 | ×2 ×6 ×1              | Rapport   | ×3 ×5 ×1        | Malmö Arena, Malmö Affluence : 10 924 Arbitrage : Coulibaly, Diabaté |

| 23 janvier 2011 20h15 | Pologne              | 27 – 26   | Serbie         | FFS Arena, Lund Affluence : 1 730 Arbitrage : Lazaar, Reveret |
| 23 janvier 2011 20h15 | Tomasz Tłuczyński 10 | (10 – 11) | Marko Vujin 11 | FFS Arena, Lund Affluence : 1 730 Arbitrage : Lazaar, Reveret |
| 23 janvier 2011 20h15 | ×3 ×5                | Rapport   | ×3 ×8          | FFS Arena, Lund Affluence : 1 730 Arbitrage : Lazaar, Reveret |

| 25 janvier 2011 18h15 | Croatie        | 28 – 24   | Pologne              | Malmö Arena, Malmö Affluence : 8 900 Arbitrage : Baďura, Ondogrecula |
| 25 janvier 2011 18h15 | Denis Buntić 7 | (13 – 11) | Jaszka, Tłuczyński 4 | Malmö Arena, Malmö Affluence : 8 900 Arbitrage : Baďura, Ondogrecula |
| 25 janvier 2011 18h15 | ×2 ×8          | Rapport   | ×3                   | Malmö Arena, Malmö Affluence : 8 900 Arbitrage : Baďura, Ondogrecula |

| 25 janvier 2011 20h15 | Serbie        | 26 – 25   | Argentine             | FFS Arena, Lund Affluence : 1 030 Arbitrage : Geipel, Helbig |
| 25 janvier 2011 20h15 | Vujin, Ilić 6 | (15 – 13) | Fernández, Kogovsek 5 | FFS Arena, Lund Affluence : 1 030 Arbitrage : Geipel, Helbig |
| 25 janvier 2011 20h15 | ×3 ×5 ×1      | Rapport   | ×3 ×1                 | FFS Arena, Lund Affluence : 1 030 Arbitrage : Geipel, Helbig |

| 25 janvier 2011 20h15 | Danemark            | 27 – 24   | Suède                 | Malmö Arena, Malmö Affluence : 11 587 Arbitrage : Abrahamsen, Kristiansen |
| 25 janvier 2011 20h15 | Lars Christiansen 6 | (17 – 11) | Kim Ekdahl du Rietz 5 | Malmö Arena, Malmö Affluence : 11 587 Arbitrage : Abrahamsen, Kristiansen |
| 25 janvier 2011 20h15 | ×3 ×4               | Rapport   | ×3                    | Malmö Arena, Malmö Affluence : 11 587 Arbitrage : Abrahamsen, Kristiansen |

## Phase finale

### Critères de départage
Après le tour préliminaire et le tour principal, les matchs de classement, les demi-finales et les finales ont lieu selon le principe de l'élimination directe.
1. En cas d'égalité après le temps de jeu réglementaire, une première prolongation de deux fois 5 minutes a lieu.
2. Si à l'issue de cette prolongation il y a toujours égalité du score, on joue une deuxième prolongation de 2 fois 5 minutes.
3. Si à l'issue de la 2e prolongation l'égalité subsiste, on procède aux jets de sept mètres.

En cas de qualification, et peu importe sa place dans le groupe II, la Suède était assurée de jouer sa demi-finale à Malmö à 18h.
|  | Demi-finales                    | Demi-finales                    |                        |    | Finale                   | Finale                   |
|  | Demi-finales                    | Demi-finales                    |                        |    | Finale                   | Finale                   |
|  |                                 |                                 |                        |    |                          |                          |
|  | 28 janvier 20h30 à Kristianstad | 28 janvier 20h30 à Kristianstad |                        |    | 30 janvier 17h00 à Malmö | 30 janvier 17h00 à Malmö |
|  | 28 janvier 20h30 à Kristianstad | 28 janvier 20h30 à Kristianstad |                        |    | 30 janvier 17h00 à Malmö | 30 janvier 17h00 à Malmö |
|  | Danemark                        | 28                              |                        |    | 30 janvier 17h00 à Malmö | 30 janvier 17h00 à Malmö |
|  | Danemark                        | 28                              |                        |    | 30 janvier 17h00 à Malmö | 30 janvier 17h00 à Malmö |
|  | Espagne                         | 24                              |                        |    | 30 janvier 17h00 à Malmö | 30 janvier 17h00 à Malmö |
|  | Espagne                         | 24                              | Danemark               | 35 |                          |                          |
|  | 28 janvier 18h00 à Malmö        |                                 | Danemark               | 35 |                          |                          |
|  |                                 | France                          | 37ap                   |    |                          |                          |
|  | France                          | France                          | 37ap                   | 29 |                          |                          |
|  | France                          |                                 |                        | 29 |                          |                          |
|  | Suède                           | 26                              |                        |    |                          |                          |
|  | Suède                           | 26                              | Match pour la 3e place |    |                          |                          |
|  |                                 |                                 |                        |    |                          |                          |
|  | 30 janvier 14h30 à Malmö        |                                 |                        |    |                          |                          |
|  |                                 |                                 |                        |    |                          |                          |
|  | Espagne                         | 24                              |                        |    |                          |                          |
|  | Espagne                         | 24                              |                        |    |                          |                          |
|  | Suède                           | 23                              |                        |    |                          |                          |
|  | Suède                           | 23                              |                        |    |                          |                          |

#### Demi-finales

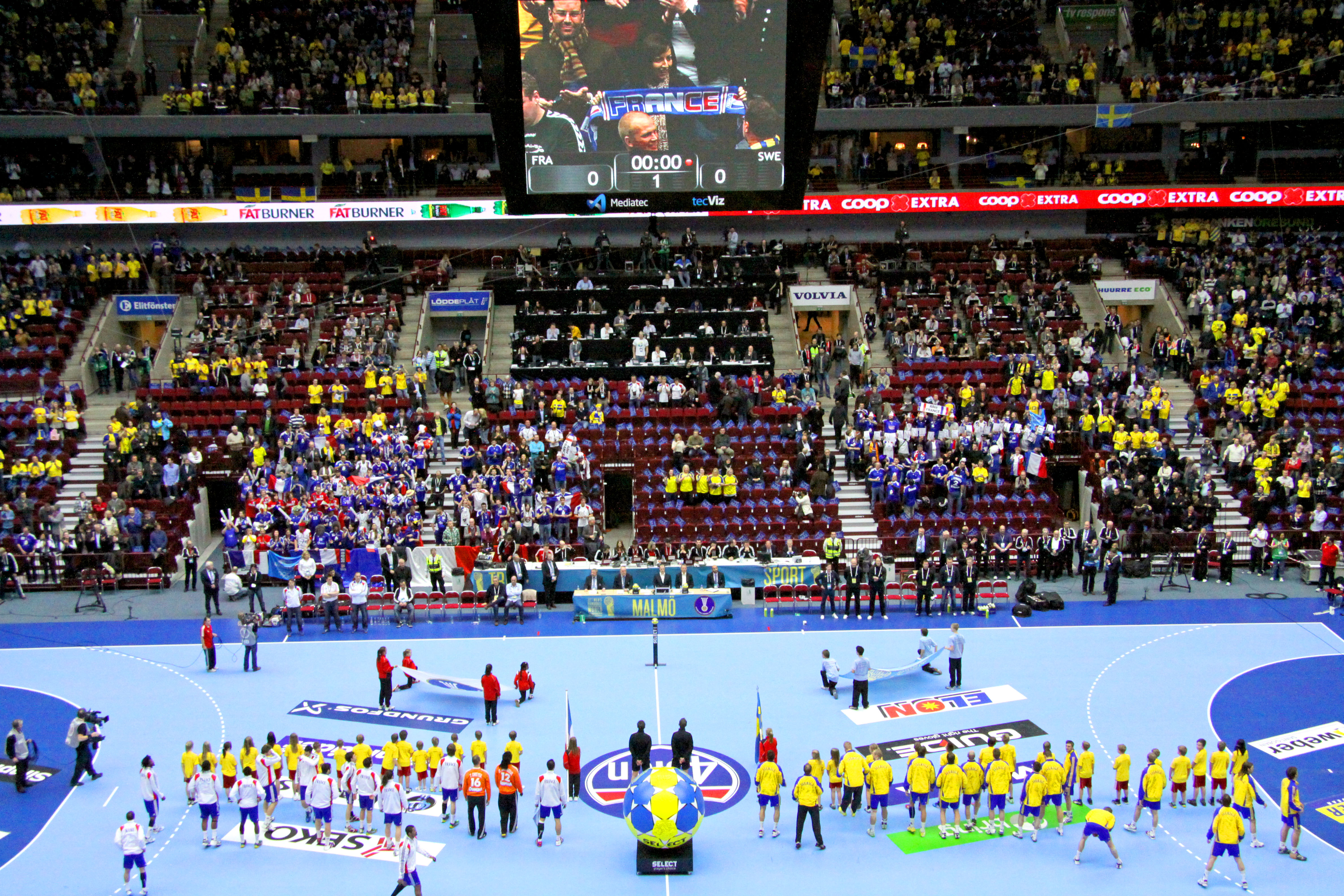
L'avant-match
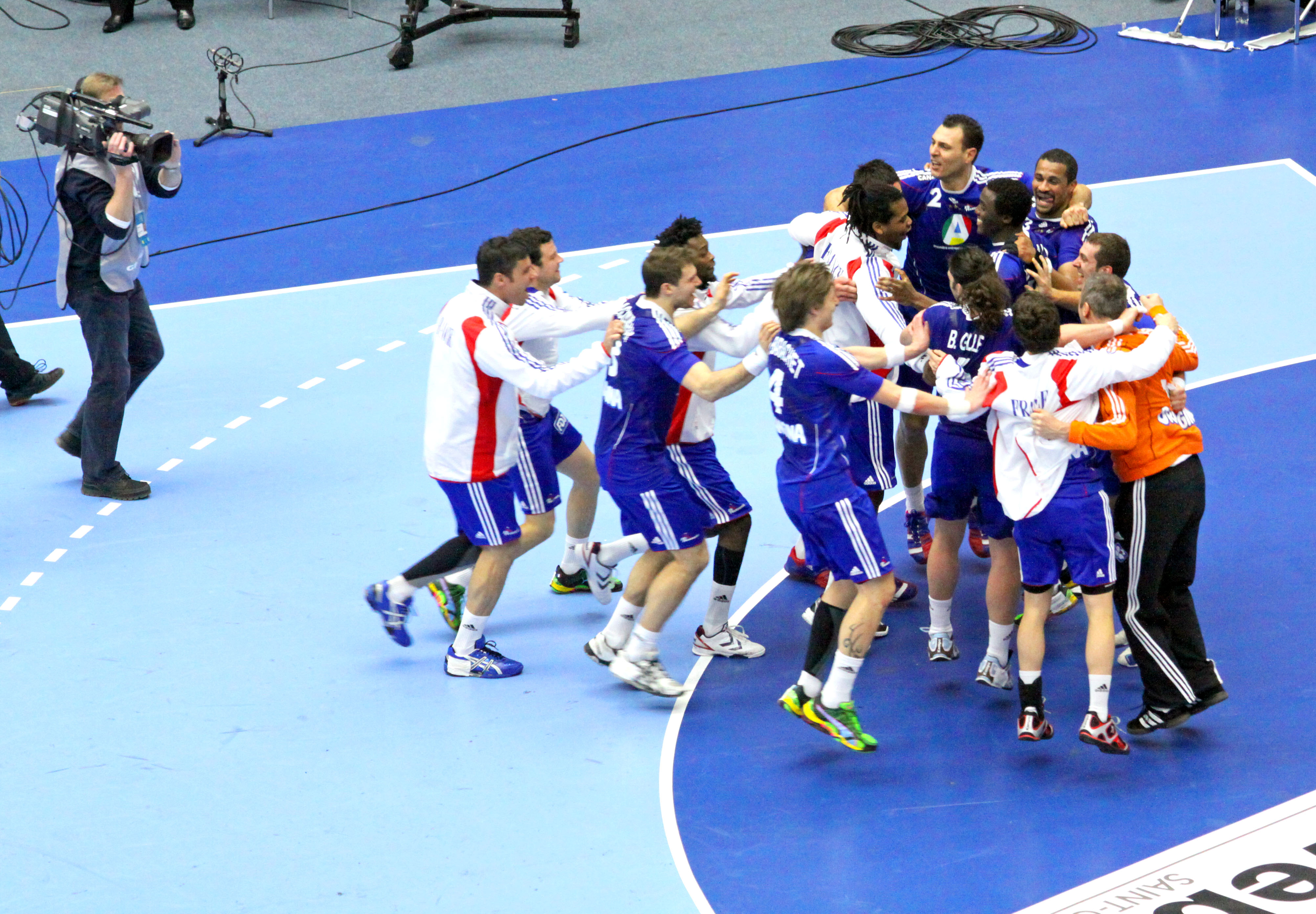
Les Bleus fêtent la victoire

En demi-finale, les Experts affrontent devant les 12 000 spectateurs de la Malmö Arena l'équipe de Suède, pays hôte de la compétition. Au terme d'un match maitrisé, grâce notamment à Bertrand Gille (8/8), Michaël Guigou (8/9) et Thierry Omeyer (16 arrêts à 38 %), la France s'impose 29 à 26 et se qualifie pour sa deuxième finale mondiale consécutive.
| 28 janvier 2011 18 h 00 CET | France             | 29 – 26   | Suède           | Malmö Arena, Malmö Affluence : 11 477 Arbitrage : Geipel, Helbig |
| 28 janvier 2011 18 h 00 CET | B. Gille, Guigou 8 | (15 – 12) | Jonas Källman 6 | Malmö Arena, Malmö Affluence : 11 477 Arbitrage : Geipel, Helbig |
| 28 janvier 2011 18 h 00 CET | ×3 ×4              | Rapport   | ×4              | Malmö Arena, Malmö Affluence : 11 477 Arbitrage : Geipel, Helbig |

La seconde demi-finale oppose le Danemark, reine du jeu rapide dotée d’une belle circulation de balle, à l'Espagne, avec un jeu d'arrière plus en puissance à base de duels et de contres avec ses ailiers. Finalement, malgré un baroud d’honneur des Espagnols, la victoire revient logiquement à des Danois grâce notamment à Niklas Landin Jacobsen (15 arrêts à 48 %) et à Mikkel Hansen (9 buts sur 13 tirs)..
| 28 janvier 2011 20 h 30 CET | Danemark        | 28 – 24   | Espagne         | Kristianstad Arena, Kristianstad Affluence : 4 234 Arbitrage : Horáček, Novotný |
| 28 janvier 2011 20 h 30 CET | Mikkel Hansen 9 | (12 – 12) | Joan Cañellas 6 | Kristianstad Arena, Kristianstad Affluence : 4 234 Arbitrage : Horáček, Novotný |
| 28 janvier 2011 20 h 30 CET | ×3 ×2           | Rapport   | ×3              | Kristianstad Arena, Kristianstad Affluence : 4 234 Arbitrage : Horáček, Novotný |

#### Match pour la3eplace
Dans une salle comble et bruyante acquise à sa cause, la Suède avait à cœur de valider son parcours à domicile, remercier ses fans, et concrétiser un retour au plus haut niveau. Mais l'Espagne s'est imposée grâce à la force de son collectif, de son gardien, Arpad Sterbik (16 arrêts à 41 %) et enfin de son expérience qui lui a permis de marquer 6 buts consécutifs en deuxième mi-temps pour inverser le cours du match (16-13 puis 16-19).
| 30 janvier 2011 14 h 30 CET | Suède           | 23 – 24   | Espagne                         | Malmö Arena, Malmö Affluence : 12 145 Arbitrage : Krstič, Ljubič |
| 30 janvier 2011 14 h 30 CET | Jonas Källman 6 | (11 – 11) | Aguinagalde, Gurbindo, Romero 4 | Malmö Arena, Malmö Affluence : 12 145 Arbitrage : Krstič, Ljubič |
| 30 janvier 2011 14 h 30 CET | ×4 ×5           | Rapport   | ×2 ×4                           | Malmö Arena, Malmö Affluence : 12 145 Arbitrage : Krstič, Ljubič |

#### Finale
Dans une Malmö Arena de nouveau comble et acquise à la cause danoise – Malmö est à moins d'une heure de Copenhague – la France devient le 30 janvier 2011 la première équipe depuis la Roumanie en 1974 à conserver sa couronne mondiale et remporte sa quatrième compétition internationale majeure consécutive au terme d'un match très disputé. La première mi-temps se termine avec un écart de 3 buts (15-12) en faveur de la France. En 2e mi-temps, les Experts gèrent leur avance, mais les Danois ne plient pas et, par l'intermédiaire de Mikkel Hansen, reviennent grâce aux pertes de balle françaises et profitent aussi des arrêts de leur gardien Landin Jacobsen. À 3 secondes de la fin, les Danois parviennent à égaliser à 31-31 grâce à un but de Bo Spellerberg et arracher la prolongation.
En début de prolongation, sur un but de Michael Knudsen, le Danemark passe devant pour la première fois du match (33-32), mais les Experts passent ensuite un 4-1 grâce notamment à deux buts de Jérôme Fernandez (36-34). Si Mikkel Hansen permet aux Danois de revenir à un but, Guigou marque à la dernière seconde du match pour sceller le score à 37 à 35.
| 30 janvier 2011 17h00 (UTC) | France              | 37-35 (ap)     | Danemark         | Malmö Arena, Malmö Affluence : 12 462 Arbitrage : López, Ramírez |
| 30 janvier 2011 17h00 (UTC) | Nikola Karabatic 10 | (15-12, 31-31) | Mikkel Hansen 10 | Malmö Arena, Malmö Affluence : 12 462 Arbitrage : López, Ramírez |
| 30 janvier 2011 17h00 (UTC) | Prol. : 3-2         |                |                  | Malmö Arena, Malmö Affluence : 12 462 Arbitrage : López, Ramírez |
| 30 janvier 2011 17h00 (UTC) | ×4                  | Rapport        | ×4 ×5            | Malmö Arena, Malmö Affluence : 12 462 Arbitrage : López, Ramírez |

### Matchs de classement (5eà12eplace)
| Match                   | Date              | Lieu         | Équipe 1  | Score                    | Équipe 2  | Rapport |
| ----------------------- | ----------------- | ------------ | --------- | ------------------------ | --------- | ------- |
| Match pour la 5e place  | 28 janvier, 20h30 | Malmö        | Croatie   | 34 – 33                  | Islande   | Rapport |
| Match pour la 7e place  | 28 janvier, 18h30 | Kristianstad | Pologne   | 28 – 31                  | Hongrie   | Rapport |
| Match pour la 9e place  | 27 janvier, 20h30 | Kristianstad | Norvège   | 32 – 31ap (29 – 29)      | Serbie    | Rapport |
| Match pour la 11e place | 27 janvier, 18h00 | Kristianstad | Allemagne | 40 – 35ap (27-27, 31-31) | Argentine | Rapport |

### Coupe du président

#### Places de13eà16e
|  | Demi-finales de classement | Demi-finales de classement |                         |    | Match pour la 13e place   | Match pour la 13e place   |
|  | Demi-finales de classement | Demi-finales de classement |                         |    | Match pour la 13e place   | Match pour la 13e place   |
|  |                            |                            |                         |    |                           |                           |
|  | 22 janvier 14h00 à Skövde  | 22 janvier 14h00 à Skövde  |                         |    | 24 janvier 20h30 à Skövde | 24 janvier 20h30 à Skövde |
|  | 22 janvier 14h00 à Skövde  | 22 janvier 14h00 à Skövde  |                         |    | 24 janvier 20h30 à Skövde | 24 janvier 20h30 à Skövde |
|  | Égypte                     | 34                         |                         |    | 24 janvier 20h30 à Skövde | 24 janvier 20h30 à Skövde |
|  | Égypte                     | 34                         |                         |    | 24 janvier 20h30 à Skövde | 24 janvier 20h30 à Skövde |
|  | Japon                      | 28                         |                         |    | 24 janvier 20h30 à Skövde | 24 janvier 20h30 à Skövde |
|  | Japon                      | 28                         | Égypte                  | 23 |                           |                           |
|  | 22 janvier 16h30 à Skövde  |                            | Égypte                  | 23 |                           |                           |
|  |                            | Corée du Sud               | 26                      |    |                           |                           |
|  | Algérie                    | Corée du Sud               | 26                      | 24 |                           |                           |
|  | Algérie                    |                            |                         | 24 |                           |                           |
|  | Corée du Sud               | 29ap                       |                         |    |                           |                           |
|  | Corée du Sud               | 29ap                       | Match pour la 15e place |    |                           |                           |
|  |                            |                            |                         |    |                           |                           |
|  | 24 janvier 18h00 à Skövde  |                            |                         |    |                           |                           |
|  |                            |                            |                         |    |                           |                           |
|  | Algérie                    | 29                         |                         |    |                           |                           |
|  | Algérie                    | 29                         |                         |    |                           |                           |
|  | Japon                      | 24                         |                         |    |                           |                           |
|  | Japon                      | 24                         |                         |    |                           |                           |

Demi-finales de classement
| 22 Janvier 14h00 | Égypte          | 34 – 28   | Japon             | Arena Skövde, Skövde Affluence : 1 634 Arbitrage : Menezes, Pinto |
| 22 Janvier 14h00 | Belal Mabrouk 8 | (17 – 14) | Makoto Suematsu 7 | Arena Skövde, Skövde Affluence : 1 634 Arbitrage : Menezes, Pinto |
| 22 Janvier 14h00 | ×4              | Report    | ×3 ×4             | Arena Skövde, Skövde Affluence : 1 634 Arbitrage : Menezes, Pinto |

| 22 Janvier 16:30 | Algérie       | 24 – 29 (ap)       | Corée du Sud   | Arena Skövde, Skövde Affluence : 1 711 Arbitrage : Karbaschi, Kolahdouzan |
| 22 Janvier 16:30 | 4 joueurs 4   | (12 – 17, 23 – 23) | Yu Dong Geun 8 | Arena Skövde, Skövde Affluence : 1 711 Arbitrage : Karbaschi, Kolahdouzan |
| 22 Janvier 16:30 | Prol. : 1 – 6 |                    |                | Arena Skövde, Skövde Affluence : 1 711 Arbitrage : Karbaschi, Kolahdouzan |
| 22 Janvier 16:30 | ×3 ×1         | Report             | ×3             | Arena Skövde, Skövde Affluence : 1 711 Arbitrage : Karbaschi, Kolahdouzan |

Match pour la 15e place
| 24 Janvier 18h00 | Japon            | 24 – 29   | Algérie         | Arena Skövde, Skövde Affluence : 1 510 Arbitrage : Načevski, Nikolov |
| 24 Janvier 18h00 | Morihide Kaido 6 | (13 – 13) | Hamza Zouaoui 8 | Arena Skövde, Skövde Affluence : 1 510 Arbitrage : Načevski, Nikolov |
| 24 Janvier 18h00 | ×3 ×1            | Report    | ×2 ×3           | Arena Skövde, Skövde Affluence : 1 510 Arbitrage : Načevski, Nikolov |

Match pour la 13e place
| 24 Janvier 20h30 | Égypte               | 23 – 26   | Corée du Sud    | Arena Skövde, Skövde Affluence : 1 525 Arbitrage : Canbro, Claesson |
| 24 Janvier 20h30 | Mohamed Abdelwares 6 | (11 – 12) | Park Jung-geu 7 | Arena Skövde, Skövde Affluence : 1 525 Arbitrage : Canbro, Claesson |
| 24 Janvier 20h30 | ×3 ×5 ×1             | Report    | ×3 ×4           | Arena Skövde, Skövde Affluence : 1 525 Arbitrage : Canbro, Claesson |

#### Places de17eà20e
|  | Demi-finales de classement      | Demi-finales de classement      |                         |    | Match pour la 17e place         | Match pour la 17e place         |
|  | Demi-finales de classement      | Demi-finales de classement      |                         |    | Match pour la 17e place         | Match pour la 17e place         |
|  |                                 |                                 |                         |    |                                 |                                 |
|  | 22 janvier 14h00 à Kristianstad | 22 janvier 14h00 à Kristianstad |                         |    | 23 janvier 16h30 à Kristianstad | 23 janvier 16h30 à Kristianstad |
|  | 22 janvier 14h00 à Kristianstad | 22 janvier 14h00 à Kristianstad |                         |    | 23 janvier 16h30 à Kristianstad | 23 janvier 16h30 à Kristianstad |
|  | Tunisie                         | 25                              |                         |    | 23 janvier 16h30 à Kristianstad | 23 janvier 16h30 à Kristianstad |
|  | Tunisie                         | 25                              |                         |    | 23 janvier 16h30 à Kristianstad | 23 janvier 16h30 à Kristianstad |
|  | Autriche                        | 26                              |                         |    | 23 janvier 16h30 à Kristianstad | 23 janvier 16h30 à Kristianstad |
|  | Autriche                        | 26                              | Slovaquie               | 39 |                                 |                                 |
|  | 22 janvier 16h30 à Kristianstad |                                 | Slovaquie               | 39 |                                 |                                 |
|  |                                 | Autriche                        | 35                      |    |                                 |                                 |
|  | Roumanie                        | Autriche                        | 35                      | 33 |                                 |                                 |
|  | Roumanie                        |                                 |                         | 33 |                                 |                                 |
|  | Slovaquie                       | 38                              |                         |    |                                 |                                 |
|  | Slovaquie                       | 38                              | Match pour la 19e place |    |                                 |                                 |
|  |                                 |                                 |                         |    |                                 |                                 |
|  | 23 janvier 14h00 à Kristianstad |                                 |                         |    |                                 |                                 |
|  |                                 |                                 |                         |    |                                 |                                 |
|  | Roumanie                        | 30                              |                         |    |                                 |                                 |
|  | Roumanie                        | 30                              |                         |    |                                 |                                 |
|  | Tunisie                         | 29                              |                         |    |                                 |                                 |
|  | Tunisie                         | 29                              |                         |    |                                 |                                 |

Demi-finale de classement
| 22 Janvier 14h00 | Tunisie         | 25 – 26   | Autriche       | Kristianstad Arena (en), Kristianstad Arbitrage : Marina, Minore |
| 22 Janvier 14h00 | Kamel Alouini 6 | (14 – 12) | Robert Weber 6 | Kristianstad Arena (en), Kristianstad Arbitrage : Marina, Minore |
| 22 Janvier 14h00 | ×3 ×1           | Report    | ×4 ×6          | Kristianstad Arena (en), Kristianstad Arbitrage : Marina, Minore |

| 22 Janvier 16h30 | Roumanie           | 33 – 38   | Slovaquie       | Kristianstad Arena (en), Kristianstad Affluence : 2 490 Arbitrage : Coulibaly, Diabaté |
| 22 Janvier 16h30 | Ghionea, Stamate 8 | (19 – 22) | Peter Kukučka 7 | Kristianstad Arena (en), Kristianstad Affluence : 2 490 Arbitrage : Coulibaly, Diabaté |
| 22 Janvier 16h30 | ×3 ×4              | Report    | ×3 ×4           | Kristianstad Arena (en), Kristianstad Affluence : 2 490 Arbitrage : Coulibaly, Diabaté |

Match pour la 19e place
| 23 Janvier 14h00 | Tunisie        | 29 – 30   | Roumanie          | Kristianstad Arena (en), Kristianstad Affluence : 900 Arbitrage : Abrahamsen, Kristiansen |
| 23 Janvier 14h00 | Selim Hedoui 9 | (14 – 17) | Florea, Stamate 8 | Kristianstad Arena (en), Kristianstad Affluence : 900 Arbitrage : Abrahamsen, Kristiansen |
| 23 Janvier 14h00 | ×4             | Report    | ×3                | Kristianstad Arena (en), Kristianstad Affluence : 900 Arbitrage : Abrahamsen, Kristiansen |

Match pour la 17e place
| 23 Janvier 16h30 | Autriche          | 35 – 39   | Slovaquie      | Kristianstad Arena (en), Kristianstad Affluence : 1 546 Arbitrage : Al-Marzouqi, Al-Nuaimi |
| 23 Janvier 16h30 | Viktor Szilágyi 7 | (18 – 19) | Michal Kopčo 8 | Kristianstad Arena (en), Kristianstad Affluence : 1 546 Arbitrage : Al-Marzouqi, Al-Nuaimi |
| 23 Janvier 16h30 | ×3                | Report    | ×3 ×1          | Kristianstad Arena (en), Kristianstad Affluence : 1 546 Arbitrage : Al-Marzouqi, Al-Nuaimi |

#### Places de21eà24e
|  | Demi-finales de classement | Demi-finales de classement |                         |    | Match pour la 21e place | Match pour la 21e place |
|  | Demi-finales de classement | Demi-finales de classement |                         |    | Match pour la 21e place | Match pour la 21e place |
|  |                            |                            |                         |    |                         |                         |
|  | 22 janvier 20h30 à Lund    | 22 janvier 20h30 à Lund    |                         |    | 23 janvier 18h00 à Lund | 23 janvier 18h00 à Lund |
|  | 22 janvier 20h30 à Lund    | 22 janvier 20h30 à Lund    |                         |    | 23 janvier 18h00 à Lund | 23 janvier 18h00 à Lund |
|  | Bahreïn                    | 30                         |                         |    | 23 janvier 18h00 à Lund | 23 janvier 18h00 à Lund |
|  | Bahreïn                    | 30                         |                         |    | 23 janvier 18h00 à Lund | 23 janvier 18h00 à Lund |
|  | Brésil                     | 37                         |                         |    | 23 janvier 18h00 à Lund | 23 janvier 18h00 à Lund |
|  | Brésil                     | 37                         | Brésil                  | 28 |                         |                         |
|  | 22 janvier 16h00 à Malmö   |                            | Brésil                  | 28 |                         |                         |
|  |                            | Chili                      | 18                      |    |                         |                         |
|  | Australie                  | Chili                      | 18                      | 21 |                         |                         |
|  | Australie                  |                            |                         | 21 |                         |                         |
|  | Chili                      | 29                         |                         |    |                         |                         |
|  | Chili                      | 29                         | Match pour la 23e place |    |                         |                         |
|  |                            |                            |                         |    |                         |                         |
|  | 23 janvier 16h00 à Malmö   |                            |                         |    |                         |                         |
|  |                            |                            |                         |    |                         |                         |
|  | Australie                  | 23                         |                         |    |                         |                         |
|  | Australie                  | 23                         |                         |    |                         |                         |
|  | Bahreïn                    | 33                         |                         |    |                         |                         |
|  | Bahreïn                    | 33                         |                         |    |                         |                         |

Demi-finales de classement
| 22 janvier 16h00 | Australie          | 21 – 29  | Chili                  | Malmö Arena, Malmö Affluence : 1 766 Arbitrage : Lazaar, Reveret |
| 22 janvier 16h00 | Joshua Parmenter 6 | (6 – 17) | R. Salinas, Martínez 5 | Malmö Arena, Malmö Affluence : 1 766 Arbitrage : Lazaar, Reveret |
| 22 janvier 16h00 | ×3 ×7              | Rapport  | ×3 ×8                  | Malmö Arena, Malmö Affluence : 1 766 Arbitrage : Lazaar, Reveret |

| 22 janvier 20h30 | Bahreïn            | 30 – 37   | Brésil          | FFS Arena, Lund Affluence : 550 Arbitrage : López, Ramírez |
| 22 janvier 20h30 | Mohamed Almaqabi 6 | (15 – 17) | Fábio Chiuffa 6 | FFS Arena, Lund Affluence : 550 Arbitrage : López, Ramírez |
| 22 janvier 20h30 | ×3 ×5              | Rapport   | ×3              | FFS Arena, Lund Affluence : 550 Arbitrage : López, Ramírez |

Match pour la 23e place
| 23 janvier 16h00 | Australie        | 23 – 33   | Bahreïn          | Malmö Arena, Malmö Affluence : 724 Arbitrage : Geipel, Helbig |
| 23 janvier 16h00 | James Blondell 6 | (11 – 19) | Ali Merza (en) 7 | Malmö Arena, Malmö Affluence : 724 Arbitrage : Geipel, Helbig |
| 23 janvier 16h00 | ×2 ×3            | Report    | ×2               | Malmö Arena, Malmö Affluence : 724 Arbitrage : Geipel, Helbig |

Match pour la 21e place
| 23 janvier 18h00 | Chili             | 18 – 28   | Brésil          | FFS Arena, Lund Affluence : 650 Arbitrage : Baďura, Ondogrecula |
| 23 janvier 18h00 | Emil Feuchtmann 7 | (11 – 13) | Felipe Borges 6 | FFS Arena, Lund Affluence : 650 Arbitrage : Baďura, Ondogrecula |
| 23 janvier 18h00 | ×4 ×2             | Rapport   | ×3 ×1           | FFS Arena, Lund Affluence : 650 Arbitrage : Baďura, Ondogrecula |

## Classement final

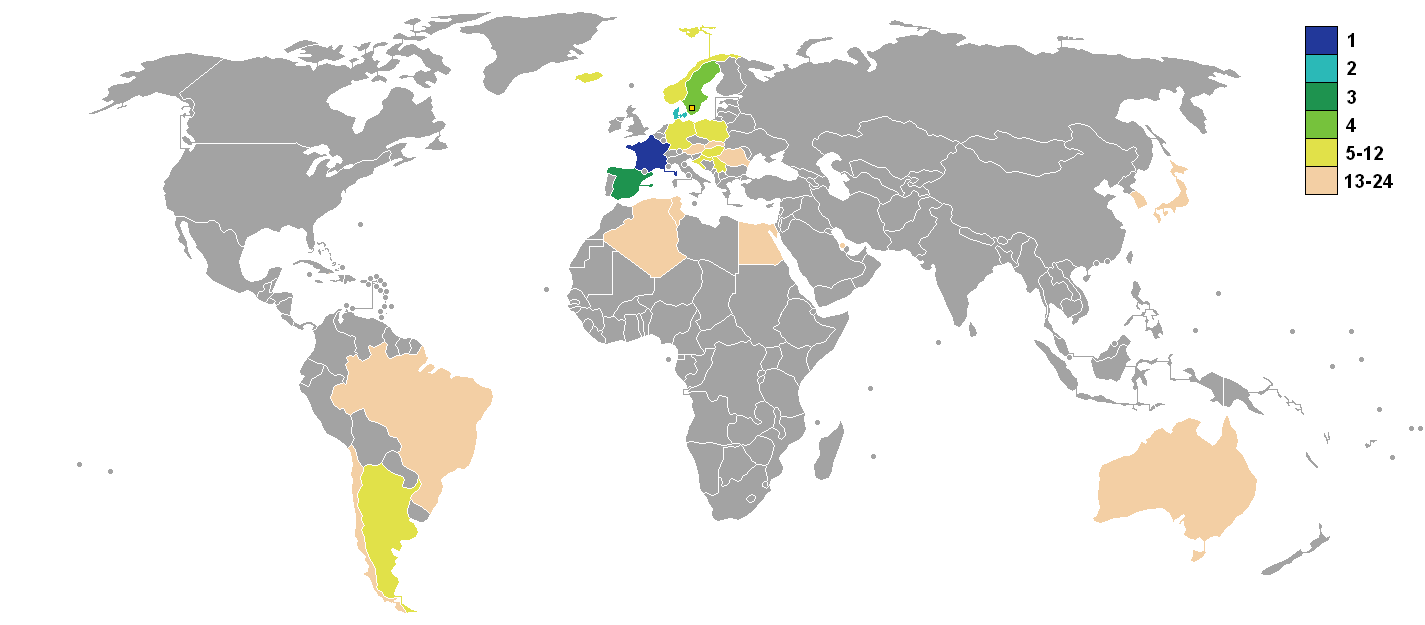
Classement final des nations qualifiées :
Vainqueur.
Finaliste.
Troisième.
Quatrième.
Tour principal (5-12e).
Tour préliminaire (13-24e).

Le classement final de la compétition est :
| Rang                      | Équipe       | J  | G | N | P | Bp  | Bc  | Diff |
| ------------------------- | ------------ | -- | - | - | - | --- | --- | ---- |
| Médaille d'or, monde      | France       | 10 | 9 | 1 | 0 | 327 | 245 | +82  |
| Médaille d'argent, monde  | Danemark     | 10 | 9 | 0 | 1 | 330 | 253 | +77  |
| Médaille de bronze, monde | Espagne      | 10 | 8 | 1 | 1 | 281 | 236 | +45  |
| 4e                        | Suède        | 10 | 6 | 0 | 4 | 272 | 241 | +31  |
|                           |              |    |   |   |   |     |     |      |
| 5e                        | Croatie      | 9  | 6 | 1 | 2 | 273 | 213 | +60  |
| 6e                        | Islande      | 9  | 5 | 0 | 4 | 266 | 246 | +20  |
| 7e                        | Hongrie      | 9  | 6 | 0 | 3 | 254 | 243 | +11  |
| 8e                        | Pologne      | 9  | 5 | 0 | 4 | 249 | 236 | +13  |
| 9e                        | Norvège      | 9  | 5 | 0 | 4 | 259 | 255 | +4   |
| 10e                       | Serbie       | 9  | 3 | 1 | 5 | 246 | 250 | -4   |
| 11e                       | Allemagne    | 9  | 5 | 0 | 4 | 268 | 246 | +22  |
| 12e                       | Argentine    | 9  | 3 | 1 | 5 | 235 | 237 | -2   |
|                           |              |    |   |   |   |     |     |      |
| 13e                       | Corée du Sud | 7  | 4 | 1 | 2 | 192 | 175 | +17  |
| 14e                       | Égypte       | 7  | 2 | 0 | 5 | 172 | 193 | -21  |
| 15e                       | Algérie      | 7  | 3 | 0 | 4 | 153 | 162 | -9   |
| 16e                       | Japon        | 7  | 2 | 0 | 5 | 193 | 224 | -31  |
| 17e                       | Slovaquie    | 7  | 2 | 1 | 4 | 205 | 224 | -19  |
| 18e                       | Autriche     | 7  | 2 | 0 | 5 | 205 | 212 | -7   |
| 19e                       | Roumanie     | 7  | 3 | 0 | 4 | 195 | 190 | +5   |
| 20e                       | Tunisie      | 7  | 1 | 0 | 6 | 168 | 193 | -25  |
| 21e                       | Brésil       | 7  | 2 | 0 | 5 | 196 | 211 | -15  |
| 22e                       | Chili        | 7  | 1 | 1 | 5 | 164 | 216 | -52  |
| 23e                       | Bahreïn      | 7  | 2 | 0 | 5 | 168 | 226 | -58  |
| 24e                       | Australie    | 7  | 0 | 0 | 7 | 121 | 242 | -121 |

De plus, la France, championne du monde, est automatiquement qualifiée pour :
- le championnat du monde 2013 en Espagne,
- les Jeux olympiques de 2012 à Londres

Quant aux équipes classées entre la 2e et la 7e place, elles ont été sélectionnées pour les tournois de qualification pour les Jeux olympiques de 2012, qui se sont déroulés en avril 2012.

## Statistiques et récompenses

### Équipe-type
| Omeyer Tvedten Gille Zrnić Hansen Doder Petersson Meilleur joueur : Karabatic Meilleur buteur : Hansen , 68 buts              |
| Équipe-type du championnat du monde 2011                                                                                      |
| · Omeyer · Tvedten · Gille · Zrnić · Hansen · Doder · Petersson Meilleur joueur : Karabatic Meilleur buteur : Hansen, 68 buts |

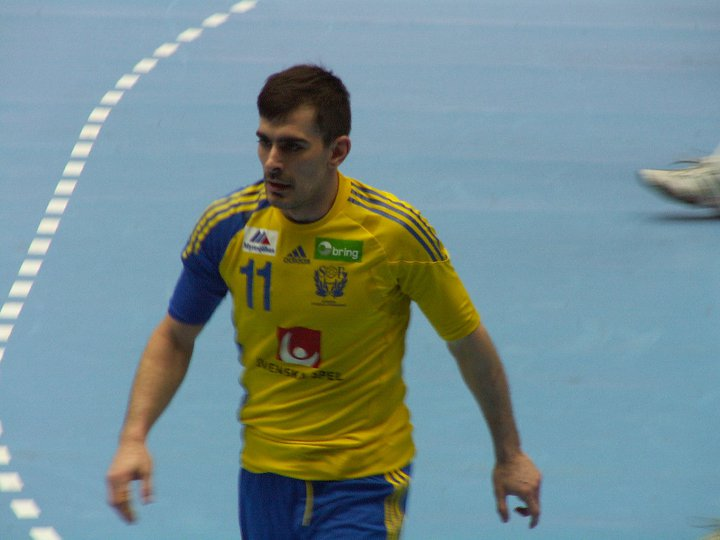
Le Suédois Dalibor Doder, élu meilleur demi-centre.

Lors de la conférence de presse de clôture, l'équipe-type de la compétition a été dévoilée :
- Meilleur joueur : Nikola Karabatic,  France
- Meilleur gardien : Thierry Omeyer,  France
- Meilleur ailier gauche : Håvard Tvedten,  Norvège
- Meilleur arrière gauche: Mikkel Hansen,  Danemark
- Meilleur demi-centre : Dalibor Doder,  Suède
- Meilleur pivot : Bertrand Gille,  France
- Meilleur arrière droit : Alexander Petersson,  Islande
- Meilleur ailier droit : Vedran Zrnić,  Croatie

### Statistiques collectives
- Meilleure attaque :  Danemark (33,0 buts par match)
- Moins bonne attaque :  Australie (17,3 buts par match)
- Meilleure défense :  Algérie (23,1 buts par match)
- Moins bonne défense :  Australie (34,6 buts par match)

### Statistiques des joueurs
Les meilleurs buteurs de la compétitions sont :
| Rang | Joueur                  | Buts | Tirs | %    |
| ---- | ----------------------- | ---- | ---- | ---- |
| 1    | Mikkel Hansen           | 68   | 121  | 56 % |
| 2    | Håvard Tvedten          | 56   | 86   | 65 % |
| 2    | Marko Vujin             | 56   | 114  | 49 % |
| 4    | Bjarte Myrhol           | 54   | 71   | 76 % |
| 4    | Vedran Zrnić            | 54   | 71   | 76 % |
| 6    | Alexander Petersson     | 53   | 88   | 60 % |
| 7    | Nikola Karabatic        | 51   | 80   | 64 % |
| 8    | Tomasz Tłuczyński       | 47   | 60   | 78 % |
| 8    | Guðjón Valur Sigurðsson | 47   | 69   | 68 % |
| 10   | Niclas Ekberg           | 43   | 67   | 64 % |

Les meilleurs passeurs de la compétitions sont :
| Rang | Nom                    | Passes | Moyenne |
| ---- | ---------------------- | ------ | ------- |
| 1    | Erlend Mamelund        | 47     | 5,2     |
| 2    | Fernando Pacheco Filho | 36     | 5,1     |
| 3    | Mikkel Hansen          | 34     | 3,4     |
| 3    | Nikola Karabatic       | 34     | 3,4     |
| 5    | Børge Lund             | 32     | 3,5     |
| 6    | Alberto Entrerríos     | 32     | 3,2     |
| 7    | Gustavo Cardoso        | 29     | 4,1     |
| 8    | Peter Kukučka          | 28     | 4       |
| 9    | Pascal Hens            | 28     | 3,1     |
| 9    | Alexander Petersson    | 28     | 3,1     |

Les meilleurs gardiens de but de la compétitions sont :
| Rang | Nom                    | %      | Arrêts | Tirs |
| ---- | ---------------------- | ------ | ------ | ---- |
| 1    | Daouda Karaboué        | 47,5 % | 56     | 118  |
| 2    | Johan Sjöstrand        | 41,5 % | 108    | 260  |
| 3    | Johannes Bitter        | 41,0 % | 96     | 234  |
| 4    | Ole Erevik             | 40,4 % | 69     | 171  |
| 5    | Niklas Landin Jacobsen | 39,5 % | 121    | 306  |
| 6    | Lee Chang-woo          | 39,1 % | 45     | 115  |
| 7    | Park Chan-young        | 38,4 % | 58     | 151  |
| 8    | Nándor Fazekas         | 38,2 % | 92     | 241  |
| 9    | Abdelmalek Slahdji     | 37,7 % | 81     | 215  |
| 10   | Thierry Omeyer         | 37,5 % | 110    | 293  |

## Effectif des équipes sur le podium

### Champion du monde:France
L'effectif de la France, championne du monde, est, :
- Jérôme Fernandez
- Didier Dinart
- Xavier Barachet
- Bertrand Gille
- Guillaume Joli
- Samuel Honrubia
- Daouda Karaboué
- Nikola Karabatic
- Franck Junillon
- Thierry Omeyer
- William Accambray
- Luc Abalo
- Cédric Sorhaindo
- Michaël Guigou
- Bertrand Roiné
- Sébastien Bosquet
- Arnaud Bingo

Entraineur : Claude Onesta

### Vice-champion du monde:Danemark
L'effectif du Danemark, vice-champion du monde, est, :
- Niklas Landin Jacobsen
- Thomas Mogensen
- Mads Christiansen
- Lasse Boesen
- Jacob Bagersted
- Rasmus Lauge
- Lars Christiansen
- Anders Eggert
- Sørenn Rasmussen
- Bo Spellerberg
- Michael V. Knudsen
- Jesper Nøddesbo
- Lasse Svan Hansen
- Hans Lindberg
- René Toft Hansen
- Kasper Søndergaard
- Mikkel Hansen

Entraineur : Ulrik Wilbek

### Troisième place:Espagne
L'effectif de l'Espagne, médaille de bronze, est, :
- José Javier Hombrados
- Alberto Entrerríos
- Eduardo Gurbindo
- Albert Rocas
- Jorge Maqueda
- Rubén Garabaya
- Raul Entrerríos
- Julen Aguinagalde
- Roberto García Parrondo
- Cristian Ugalde
- Arpad Šterbik
- Juanín García
- Iker Romero
- Chema Rodríguez
- Joan Cañellas
- Viran Morros

Entraineur : Valero Rivera